# Список магістратів-епонімів Римської республіки
Список містить імена і дати повноважень давньоримських магістратів-епонімів Римської республіки: консулів, децемвірів, військових трибунів з консульською владою (консулярних трибунів) та диктаторів. Епонімом у Римі, очевидно, були як диктатори — відомо чотири «диктаторських» роки в IV столітті до н. е., так і інтеррекси (з історичних джерел, однак, безпосередньо відомий тільки один такий випадок). Про консулів епохи Імперії див. Список консулів Римської імперії.

## VI століття до н. е.
| Рік      | Перший консул                                                   | Другий консул                                                 |
| -------- | --------------------------------------------------------------- | ------------------------------------------------------------- |
| 509      | Луцій Юній Брут Lucius Iunius Brutus                            | Луцій Тарквіній Коллатін Lucius Tarquinius Collatinus         |
| суффекти | Спурій Лукрецій Триципітін Spurius Lucretius Tricipitinus       | Публій Валерій Публікола Publius Valerius Publicola           |
| суффект  | Марк Горацій Пульвілл Marcus Horatius Pulvillus                 |                                                               |
| 508      | Публій Валерій Публікола (вдруге) Publius Valerius Publicola    | Тіт Лукрецій Триципітін Titus Lucretius Tricipitinus          |
| 507      | Публій Валерій Публікола (втретє) Publius Valerius Publicola    | Марк Горацій Пульвілл (вдруге) Marcus Horatius Pulvillus      |
| 506      | Спурій Ларцій Флав Spurius Larcius Flavus                       | Тит Герміній Аквілін Titus Herminius Aquilinus                |
| 505      | Марк Валерій Волуз Максим Marcus Valerius Volusus Maximus       | Публій Постумій Туберт Publius Postumius Tubertus             |
| 504      | Публій Валерій Публікола (вчетверте) Publius Valerius Publicola | Тіт Лукрецій Триципітін (вдруге) Titus Lucretius Tricipitinus |
| 503      | Агріппа Мененій Ланат Agrippa Menenius Lanatus                  | Публій Постумій Туберт (вдруге) Publius Postumius Tubertus    |
| 502      | Опітер Вергіній Трікост Opiter Verginius Tricostus              | Спурій Кассій Вісцелін Spurius Cassius Viscellinus            |
| 501      | Постум Коміній Аврунк Postumus Cominius Auruncus                | Тит Ларцій Флав Titus Larcius Flavus                          |

## V століття до н. е.
| Рік     | Перший консул                                                                      | Перший консул                                                                      | Перший консул                                                                      | Другий консул                                                                  | Другий консул                                                                  | Другий консул                                                                  |
| ------- | ---------------------------------------------------------------------------------- | ---------------------------------------------------------------------------------- | ---------------------------------------------------------------------------------- | ------------------------------------------------------------------------------ | ------------------------------------------------------------------------------ | ------------------------------------------------------------------------------ |
| 500     | Сервій Сульпіцій Камерін Корнут Servius Sulpicius Camerinus Cornutus               | Сервій Сульпіцій Камерін Корнут Servius Sulpicius Camerinus Cornutus               | Сервій Сульпіцій Камерін Корнут Servius Sulpicius Camerinus Cornutus               | Маній Туллій Лонг Manius Tullius Longus                                        | Маній Туллій Лонг Manius Tullius Longus                                        | Маній Туллій Лонг Manius Tullius Longus                                        |
| 499     | Тіт Ебуцій Гельвій Titus Aebutius Helva                                            | Тіт Ебуцій Гельвій Titus Aebutius Helva                                            | Тіт Ебуцій Гельвій Titus Aebutius Helva                                            | Публій Ветурій Гемін Цікурін Publius Veturius Geminus Cicurinus                | Публій Ветурій Гемін Цікурін Publius Veturius Geminus Cicurinus                | Публій Ветурій Гемін Цікурін Publius Veturius Geminus Cicurinus                |
| 498     | Квінт Клелій Сікул Quintus Cloelius Siculus                                        | Квінт Клелій Сікул Quintus Cloelius Siculus                                        | Квінт Клелій Сікул Quintus Cloelius Siculus                                        | Тит Ларцій Флав (вдруге) Titus Larcius Flavus                                  | Тит Ларцій Флав (вдруге) Titus Larcius Flavus                                  | Тит Ларцій Флав (вдруге) Titus Larcius Flavus                                  |
| 497     | Авл Семпроній Атратін Aulus Sempronius Atratinus                                   | Авл Семпроній Атратін Aulus Sempronius Atratinus                                   | Авл Семпроній Атратін Aulus Sempronius Atratinus                                   | Марк Мінуцій Авгурін Marcus Minucius Augurinus                                 | Марк Мінуцій Авгурін Marcus Minucius Augurinus                                 | Марк Мінуцій Авгурін Marcus Minucius Augurinus                                 |
| 496     | Авл Постумій Альб Регіллен Aulus Postumius Albus Regillensis                       | Авл Постумій Альб Регіллен Aulus Postumius Albus Regillensis                       | Авл Постумій Альб Регіллен Aulus Postumius Albus Regillensis                       | Тит Вергіній Трікост Целіомонтан Titus Virginius Tricostus Caeliomontanus      | Тит Вергіній Трікост Целіомонтан Titus Virginius Tricostus Caeliomontanus      | Тит Вергіній Трікост Целіомонтан Titus Virginius Tricostus Caeliomontanus      |
| 495     | Аппій Клавдій Сабін Інрегіллен Appius Claudius Sabinus Inregillensis               | Аппій Клавдій Сабін Інрегіллен Appius Claudius Sabinus Inregillensis               | Аппій Клавдій Сабін Інрегіллен Appius Claudius Sabinus Inregillensis               | Публій Сервілій Пріск Структ Publius Servilius Priscus Structus                | Публій Сервілій Пріск Структ Publius Servilius Priscus Structus                | Публій Сервілій Пріск Структ Publius Servilius Priscus Structus                |
| 494     | Авл Вергіній Трікост Целіомонтан Aulus Virginius Tricostus Caeliomontanus          | Авл Вергіній Трікост Целіомонтан Aulus Virginius Tricostus Caeliomontanus          | Авл Вергіній Трікост Целіомонтан Aulus Virginius Tricostus Caeliomontanus          | Тит Ветурій Гемін Цикурін Titus Veturius Geminus Cicurinus                     | Тит Ветурій Гемін Цикурін Titus Veturius Geminus Cicurinus                     | Тит Ветурій Гемін Цикурін Titus Veturius Geminus Cicurinus                     |
| 493     | Постум Коміній Аврунк (вдруге) Postumus Cominius Auruncus                          | Постум Коміній Аврунк (вдруге) Postumus Cominius Auruncus                          | Постум Коміній Аврунк (вдруге) Postumus Cominius Auruncus                          | Спурій Кассій Вісцелін (вдруге) Spurius Cassius Viscellinus                    | Спурій Кассій Вісцелін (вдруге) Spurius Cassius Viscellinus                    | Спурій Кассій Вісцелін (вдруге) Spurius Cassius Viscellinus                    |
| 492     | Тит Геганій Мацерін Titus Geganius Macerinus                                       | Тит Геганій Мацерін Titus Geganius Macerinus                                       | Тит Геганій Мацерін Titus Geganius Macerinus                                       | Публій Мінуцій Авгурін Publius Minucius Augurinus                              | Публій Мінуцій Авгурін Publius Minucius Augurinus                              | Публій Мінуцій Авгурін Publius Minucius Augurinus                              |
| 491     | Марк Мінуцій Авгурін (вдруге) Marcus Minucius Augurinus                            | Марк Мінуцій Авгурін (вдруге) Marcus Minucius Augurinus                            | Марк Мінуцій Авгурін (вдруге) Marcus Minucius Augurinus                            | Авл Семпроній Атратін (вдруге) Aulus Sempronius Atratinus                      | Авл Семпроній Атратін (вдруге) Aulus Sempronius Atratinus                      | Авл Семпроній Атратін (вдруге) Aulus Sempronius Atratinus                      |
| 490     | Квінт Сульпіцій Камерін Корнут Quintus Sulpicius Camerinus Cornutus                | Квінт Сульпіцій Камерін Корнут Quintus Sulpicius Camerinus Cornutus                | Квінт Сульпіцій Камерін Корнут Quintus Sulpicius Camerinus Cornutus                | Спурій Ларцій Флав (вдруге) Spurius Larcius Flavus                             | Спурій Ларцій Флав (вдруге) Spurius Larcius Flavus                             | Спурій Ларцій Флав (вдруге) Spurius Larcius Flavus                             |
| 489     | Гай Юлій Юл Gaius Iulius Iulus                                                     | Гай Юлій Юл Gaius Iulius Iulus                                                     | Гай Юлій Юл Gaius Iulius Iulus                                                     | Публій Пінарій Мамерцін Руф Publius Pinarius Mamercinus Rufus                  | Публій Пінарій Мамерцін Руф Publius Pinarius Mamercinus Rufus                  | Публій Пінарій Мамерцін Руф Publius Pinarius Mamercinus Rufus                  |
| 488     | Спурій Навцій Рутил Spurius Nautius Rutilus                                        | Спурій Навцій Рутил Spurius Nautius Rutilus                                        | Спурій Навцій Рутил Spurius Nautius Rutilus                                        | Секст Фурій Медуллін Фуз Sextus Furius Medullinus Fusus                        | Секст Фурій Медуллін Фуз Sextus Furius Medullinus Fusus                        | Секст Фурій Медуллін Фуз Sextus Furius Medullinus Fusus                        |
| 487     | Тит Сіциній Сабін Titus Sicinius Sabinus                                           | Тит Сіциній Сабін Titus Sicinius Sabinus                                           | Тит Сіциній Сабін Titus Sicinius Sabinus                                           | Гай Аквілій Туск Gaius Aquillius Tuscus                                        | Гай Аквілій Туск Gaius Aquillius Tuscus                                        | Гай Аквілій Туск Gaius Aquillius Tuscus                                        |
| 486     | Спурій Кассій Вісцелін (втретє) Spurius Cassius Viscellinus                        | Спурій Кассій Вісцелін (втретє) Spurius Cassius Viscellinus                        | Спурій Кассій Вісцелін (втретє) Spurius Cassius Viscellinus                        | Прокул Вергіній Трікост Рутил Proculus Virginius Tricostus Rutilus             | Прокул Вергіній Трікост Рутил Proculus Virginius Tricostus Rutilus             | Прокул Вергіній Трікост Рутил Proculus Virginius Tricostus Rutilus             |
| 485     | Сервій Корнелій Малугінен Косс Servius Cornelius Maluginensis Cossus               | Сервій Корнелій Малугінен Косс Servius Cornelius Maluginensis Cossus               | Сервій Корнелій Малугінен Косс Servius Cornelius Maluginensis Cossus               | Квінт Фабій Вібулан Quintus Fabius Vibulanus                                   | Квінт Фабій Вібулан Quintus Fabius Vibulanus                                   | Квінт Фабій Вібулан Quintus Fabius Vibulanus                                   |
| 484     | Луцій Емілій Мамерк Lucius Aemilius Mamercus                                       | Луцій Емілій Мамерк Lucius Aemilius Mamercus                                       | Луцій Емілій Мамерк Lucius Aemilius Mamercus                                       | Цезон Фабій Вібулан Kaeso Fabius Vibulanus                                     | Цезон Фабій Вібулан Kaeso Fabius Vibulanus                                     | Цезон Фабій Вібулан Kaeso Fabius Vibulanus                                     |
| 483     | Марк Фабій Вібулан Marcus Fabius Vibulanus                                         | Марк Фабій Вібулан Marcus Fabius Vibulanus                                         | Марк Фабій Вібулан Marcus Fabius Vibulanus                                         | Луцій Валерій Потіт Lucius Valerius Potitus                                    | Луцій Валерій Потіт Lucius Valerius Potitus                                    | Луцій Валерій Потіт Lucius Valerius Potitus                                    |
| 482     | Квінт Фабій Вібулан (вдруге) Quintus Fabius Vibulanus                              | Квінт Фабій Вібулан (вдруге) Quintus Fabius Vibulanus                              | Квінт Фабій Вібулан (вдруге) Quintus Fabius Vibulanus                              | Гай Юлій Юл Gaius Iulius Iulus                                                 | Гай Юлій Юл Gaius Iulius Iulus                                                 | Гай Юлій Юл Gaius Iulius Iulus                                                 |
| 481     | Цезон Фабій Вібулан (вдруге) Kaeso Fabius Vibulanus                                | Цезон Фабій Вібулан (вдруге) Kaeso Fabius Vibulanus                                | Цезон Фабій Вібулан (вдруге) Kaeso Fabius Vibulanus                                | Спурій Фурій Медуллін Фуз Spurius Furius Medullinus Fusus                      | Спурій Фурій Медуллін Фуз Spurius Furius Medullinus Fusus                      | Спурій Фурій Медуллін Фуз Spurius Furius Medullinus Fusus                      |
| 480     | Марк Фабій Вібулан (вдруге) Marcus Fabius Vibulanus                                | Марк Фабій Вібулан (вдруге) Marcus Fabius Vibulanus                                | Марк Фабій Вібулан (вдруге) Marcus Fabius Vibulanus                                | Гней Манлій Цинціннат Gnaeus Manlius Cincinnatus                               | Гней Манлій Цинціннат Gnaeus Manlius Cincinnatus                               | Гней Манлій Цинціннат Gnaeus Manlius Cincinnatus                               |
| 479     | Цезон Фабій Вібулан (втретє) Kaeso Fabius Vibulanus                                | Цезон Фабій Вібулан (втретє) Kaeso Fabius Vibulanus                                | Цезон Фабій Вібулан (втретє) Kaeso Fabius Vibulanus                                | Тит Вергіній Трікост Рутіл Titus Verginius Tricostus Rutilus                   | Тит Вергіній Трікост Рутіл Titus Verginius Tricostus Rutilus                   | Тит Вергіній Трікост Рутіл Titus Verginius Tricostus Rutilus                   |
| 478     | Луцій Емілій Мамерк (вдруге) Lucius Aemilius Mamercus                              | Луцій Емілій Мамерк (вдруге) Lucius Aemilius Mamercus                              | Луцій Емілій Мамерк (вдруге) Lucius Aemilius Mamercus                              | Гай Сервілій Структ Агала Gaius Servilius Structus Ahala                       | Гай Сервілій Структ Агала Gaius Servilius Structus Ahala                       | Гай Сервілій Структ Агала Gaius Servilius Structus Ahala                       |
| суфект  |                                                                                    |                                                                                    |                                                                                    | Опітер Вергіній Есквілін Opiter Verginius Esquilinus                           | Опітер Вергіній Есквілін Opiter Verginius Esquilinus                           | Опітер Вергіній Есквілін Opiter Verginius Esquilinus                           |
| 477     | Гай Горацій Пульвілл Gaius Horatius Pulvillus                                      | Гай Горацій Пульвілл Gaius Horatius Pulvillus                                      | Гай Горацій Пульвілл Gaius Horatius Pulvillus                                      | Тит Мененій Ланат Titus Menenius Lanatus                                       | Тит Мененій Ланат Titus Menenius Lanatus                                       | Тит Мененій Ланат Titus Menenius Lanatus                                       |
| 476     | Авл Вергіній Трікост Рутил Aulus Verginius Tricostus Rutilus                       | Авл Вергіній Трікост Рутил Aulus Verginius Tricostus Rutilus                       | Авл Вергіній Трікост Рутил Aulus Verginius Tricostus Rutilus                       | Спурій Сервілій Пріск Spurius Servilius Priscus                                | Спурій Сервілій Пріск Spurius Servilius Priscus                                | Спурій Сервілій Пріск Spurius Servilius Priscus                                |
| 475     | Публій Валерій Публікола Publius Valerius Publicola                                | Публій Валерій Публікола Publius Valerius Publicola                                | Публій Валерій Публікола Publius Valerius Publicola                                | Гай Навцій Рутіл Gaius Nautius Rutilus                                         | Гай Навцій Рутіл Gaius Nautius Rutilus                                         | Гай Навцій Рутіл Gaius Nautius Rutilus                                         |
| 474     | Луцій Фурій Медуллін Lucius Furius Medullinus                                      | Луцій Фурій Медуллін Lucius Furius Medullinus                                      | Луцій Фурій Медуллін Lucius Furius Medullinus                                      | Авл Манлій Вульсон Aulus Manlius Vulso                                         | Авл Манлій Вульсон Aulus Manlius Vulso                                         | Авл Манлій Вульсон Aulus Manlius Vulso                                         |
| 473     | Луцій Емілій Мамерк (втретє) Lucius Aemilius Mamercus                              | Луцій Емілій Мамерк (втретє) Lucius Aemilius Mamercus                              | Луцій Емілій Мамерк (втретє) Lucius Aemilius Mamercus                              | Вопіск Юлій Юл Vopiscus Iulius Iulus                                           | Вопіск Юлій Юл Vopiscus Iulius Iulus                                           | Вопіск Юлій Юл Vopiscus Iulius Iulus                                           |
| 472     | Луцій Пінарій Мамерцін Руф Lucius Pinarius Mamercinus Rufus                        | Луцій Пінарій Мамерцін Руф Lucius Pinarius Mamercinus Rufus                        | Луцій Пінарій Мамерцін Руф Lucius Pinarius Mamercinus Rufus                        | Публій Фурій Медуллін Фуз Publius Furius Medullinus Fusus                      | Публій Фурій Медуллін Фуз Publius Furius Medullinus Fusus                      | Публій Фурій Медуллін Фуз Publius Furius Medullinus Fusus                      |
| 471     | Аппій Клавдій Красс Інрегіллен Сабін Appius Claudius Crassus                       | Аппій Клавдій Красс Інрегіллен Сабін Appius Claudius Crassus                       | Аппій Клавдій Красс Інрегіллен Сабін Appius Claudius Crassus                       | Тит Квінкцій Капітолін Барбат Titus Quinctius Capitolinus Barbatus             | Тит Квінкцій Капітолін Барбат Titus Quinctius Capitolinus Barbatus             | Тит Квінкцій Капітолін Барбат Titus Quinctius Capitolinus Barbatus             |
| 470     | Луцій Валерій Потіт (вдруге) Lucius Valerius Potitus                               | Луцій Валерій Потіт (вдруге) Lucius Valerius Potitus                               | Луцій Валерій Потіт (вдруге) Lucius Valerius Potitus                               | Тиберій Емілій Мамерк Tiberius Aemilius Mamercus                               | Тиберій Емілій Мамерк Tiberius Aemilius Mamercus                               | Тиберій Емілій Мамерк Tiberius Aemilius Mamercus                               |
| 469     | Тит Нуміцій Пріск Titus Numicius Priscus                                           | Тит Нуміцій Пріск Titus Numicius Priscus                                           | Тит Нуміцій Пріск Titus Numicius Priscus                                           | Авл Вергіній Трікост Целіомонтан Aulus Virginius Tricostus Caeliomontanus      | Авл Вергіній Трікост Целіомонтан Aulus Virginius Tricostus Caeliomontanus      | Авл Вергіній Трікост Целіомонтан Aulus Virginius Tricostus Caeliomontanus      |
| 468     | Тит Квінкцій Капітолін Барбат (вдруге) Titus Quinctius Capitolinus Barbatus        | Тит Квінкцій Капітолін Барбат (вдруге) Titus Quinctius Capitolinus Barbatus        | Тит Квінкцій Капітолін Барбат (вдруге) Titus Quinctius Capitolinus Barbatus        | Квінт Сервілій Пріск Структ Quintus Servilius Priscus Structus                 | Квінт Сервілій Пріск Структ Quintus Servilius Priscus Structus                 | Квінт Сервілій Пріск Структ Quintus Servilius Priscus Structus                 |
| 467     | Тиберій Емілій Мамерк (вдруге) Tiberius Aemilius Mamercus                          | Тиберій Емілій Мамерк (вдруге) Tiberius Aemilius Mamercus                          | Тиберій Емілій Мамерк (вдруге) Tiberius Aemilius Mamercus                          | Квінт Фабій Вібулан Quintus Fabius Vibulanus                                   | Квінт Фабій Вібулан Quintus Fabius Vibulanus                                   | Квінт Фабій Вібулан Quintus Fabius Vibulanus                                   |
| 466     | Квінт Сервілій Пріск Структ (вдруге) Quintus Servilius Priscus Structus            | Квінт Сервілій Пріск Структ (вдруге) Quintus Servilius Priscus Structus            | Квінт Сервілій Пріск Структ (вдруге) Quintus Servilius Priscus Structus            | Спурій Постумій Альб Регіллен Spurius Postumius Albus Regillensis              | Спурій Постумій Альб Регіллен Spurius Postumius Albus Regillensis              | Спурій Постумій Альб Регіллен Spurius Postumius Albus Regillensis              |
| 465     | Квінт Фабій Вібулан (вдруге) Quintus Fabius Vibulanus                              | Квінт Фабій Вібулан (вдруге) Quintus Fabius Vibulanus                              | Квінт Фабій Вібулан (вдруге) Quintus Fabius Vibulanus                              | Тит Квінкцій Капітолін Барбат (втретє) Titus Quinctius Capitolinus Barbatus    | Тит Квінкцій Капітолін Барбат (втретє) Titus Quinctius Capitolinus Barbatus    | Тит Квінкцій Капітолін Барбат (втретє) Titus Quinctius Capitolinus Barbatus    |
| 464     | Авл Постумій Альб Регіллен Aulus Postumius Albus Regillensis                       | Авл Постумій Альб Регіллен Aulus Postumius Albus Regillensis                       | Авл Постумій Альб Регіллен Aulus Postumius Albus Regillensis                       | Спурій Фурій Медуллін Фуз Spurius Furius Medulllinus Fusus                     | Спурій Фурій Медуллін Фуз Spurius Furius Medulllinus Fusus                     | Спурій Фурій Медуллін Фуз Spurius Furius Medulllinus Fusus                     |
| 463     | Публій Сервілій Пріск Publius Servilius Priscus                                    | Публій Сервілій Пріск Publius Servilius Priscus                                    | Публій Сервілій Пріск Publius Servilius Priscus                                    | Луцій Ебуцій Гельва Lucius Aebutius Helva                                      | Луцій Ебуцій Гельва Lucius Aebutius Helva                                      | Луцій Ебуцій Гельва Lucius Aebutius Helva                                      |
| 462     | Луцій Лукрецій Триципітін Lucius Lucretius Tricipitinus                            | Луцій Лукрецій Триципітін Lucius Lucretius Tricipitinus                            | Луцій Лукрецій Триципітін Lucius Lucretius Tricipitinus                            | Тит Ветурій Гемін Цикурін Titus Veturius Geminus Cicurinus                     | Тит Ветурій Гемін Цикурін Titus Veturius Geminus Cicurinus                     | Тит Ветурій Гемін Цикурін Titus Veturius Geminus Cicurinus                     |
| 461     | Публій Волумній Амінцін Галл Publius Volumnius Amintinus Gallus                    | Публій Волумній Амінцін Галл Publius Volumnius Amintinus Gallus                    | Публій Волумній Амінцін Галл Publius Volumnius Amintinus Gallus                    | Сервій Сульпіцій Камерін Корнута Servius Sulpicius Camerinus Cornutus          | Сервій Сульпіцій Камерін Корнута Servius Sulpicius Camerinus Cornutus          | Сервій Сульпіцій Камерін Корнута Servius Sulpicius Camerinus Cornutus          |
| 460     | Публій Валерій Публікола Publius Valerius Publicola                                | Публій Валерій Публікола Publius Valerius Publicola                                | Публій Валерій Публікола Publius Valerius Publicola                                | Гай Клавдій Сабін Регіллен Gaius Claudius Sabinus Regillensis                  | Гай Клавдій Сабін Регіллен Gaius Claudius Sabinus Regillensis                  | Гай Клавдій Сабін Регіллен Gaius Claudius Sabinus Regillensis                  |
| суфект  | Луцій Квінкцій Цинціннат Lucius Quinctius Cincinnatus                              | Луцій Квінкцій Цинціннат Lucius Quinctius Cincinnatus                              | Луцій Квінкцій Цинціннат Lucius Quinctius Cincinnatus                              |                                                                                |                                                                                |                                                                                |
| 459     | Квінт Фабій Вібулан (втретє) Quintus Fabius Vibulanus                              | Квінт Фабій Вібулан (втретє) Quintus Fabius Vibulanus                              | Квінт Фабій Вібулан (втретє) Quintus Fabius Vibulanus                              | Луцій Корнелій Малугінен Урітін Lucius Cornelius Maluginensis Uritinus         | Луцій Корнелій Малугінен Урітін Lucius Cornelius Maluginensis Uritinus         | Луцій Корнелій Малугінен Урітін Lucius Cornelius Maluginensis Uritinus         |
| 458     | Гай Навцій Рутіл (вдруге) Gaius Nautius Rutilus                                    | Гай Навцій Рутіл (вдруге) Gaius Nautius Rutilus                                    | Гай Навцій Рутіл (вдруге) Gaius Nautius Rutilus                                    | Луцій Мінуцій Есквілін Авгурін Lucius Minucius Esquilinus Augurinus            | Луцій Мінуцій Есквілін Авгурін Lucius Minucius Esquilinus Augurinus            | Луцій Мінуцій Есквілін Авгурін Lucius Minucius Esquilinus Augurinus            |
| або     | Гай Навцій Рутіл (вдруге) Gaius Nautius Rutilus                                    | Гай Навцій Рутіл (вдруге) Gaius Nautius Rutilus                                    | Гай Навцій Рутіл (вдруге) Gaius Nautius Rutilus                                    | Гай Карбетон Carbeto                                                           | Гай Карбетон Carbeto                                                           | Гай Карбетон Carbeto                                                           |
| суфект  |                                                                                    |                                                                                    |                                                                                    | Луцій Мінуцій Есквілін Авгурін Lucius Minucius Esquilinus Augurinus            | Луцій Мінуцій Есквілін Авгурін Lucius Minucius Esquilinus Augurinus            | Луцій Мінуцій Есквілін Авгурін Lucius Minucius Esquilinus Augurinus            |
| 457     | Гай Горацій Пульвілл (вдруге) Gaius Horatius Pulvillus                             | Гай Горацій Пульвілл (вдруге) Gaius Horatius Pulvillus                             | Гай Горацій Пульвілл (вдруге) Gaius Horatius Pulvillus                             | Квінт Мінуцій Есквілін Quintus Minucius Esquilinus                             | Квінт Мінуцій Есквілін Quintus Minucius Esquilinus                             | Квінт Мінуцій Есквілін Quintus Minucius Esquilinus                             |
| або     | Луцій Квінкцій Цинціннат (вдруге) Lucius Quinctius Cincinnatus                     | Луцій Квінкцій Цинціннат (вдруге) Lucius Quinctius Cincinnatus                     | Луцій Квінкцій Цинціннат (вдруге) Lucius Quinctius Cincinnatus                     | Марк Фабій Вібулан Marcus Fabius Vibulanus                                     | Марк Фабій Вібулан Marcus Fabius Vibulanus                                     | Марк Фабій Вібулан Marcus Fabius Vibulanus                                     |
| 456     | Марк Валерій Максим Лактука Marcus Valerius Maximus Lactuca                        | Марк Валерій Максим Лактука Marcus Valerius Maximus Lactuca                        | Марк Валерій Максим Лактука Marcus Valerius Maximus Lactuca                        | Спурій Вергіній Трікост Целіомонтан Spurius Verginius Tricostus Caeliomontanus | Спурій Вергіній Трікост Целіомонтан Spurius Verginius Tricostus Caeliomontanus | Спурій Вергіній Трікост Целіомонтан Spurius Verginius Tricostus Caeliomontanus |
| 455     | Тит Ромілій Рок Ватикан Titus Romilius Rocus Vaticanus                             | Тит Ромілій Рок Ватикан Titus Romilius Rocus Vaticanus                             | Тит Ромілій Рок Ватикан Titus Romilius Rocus Vaticanus                             | Гай Ветурій Цікурін Gaius Veturius Cicurinus                                   | Гай Ветурій Цікурін Gaius Veturius Cicurinus                                   | Гай Ветурій Цікурін Gaius Veturius Cicurinus                                   |
| 454     | Спурій Тарпей Монтан Капітолін Spurius Tarpeius Montanus Capitolinus               | Спурій Тарпей Монтан Капітолін Spurius Tarpeius Montanus Capitolinus               | Спурій Тарпей Монтан Капітолін Spurius Tarpeius Montanus Capitolinus               | Авл Атерній Вар Фонцінал Aulus Aternius Varus Fontinalis                       | Авл Атерній Вар Фонцінал Aulus Aternius Varus Fontinalis                       | Авл Атерній Вар Фонцінал Aulus Aternius Varus Fontinalis                       |
| 453     | Секст Квінкцілій Вар Sextus Quinctilius Varus                                      | Секст Квінкцілій Вар Sextus Quinctilius Varus                                      | Секст Квінкцілій Вар Sextus Quinctilius Varus                                      | Публій Куріацій Фіст Трігемін Publius Curiatius Fistus Trigeminus              | Публій Куріацій Фіст Трігемін Publius Curiatius Fistus Trigeminus              | Публій Куріацій Фіст Трігемін Publius Curiatius Fistus Trigeminus              |
| суфект  | Спурій Фурій Медуллін Фуз Spurius Furius Medullinus Fusius                         | Спурій Фурій Медуллін Фуз Spurius Furius Medullinus Fusius                         | Спурій Фурій Медуллін Фуз Spurius Furius Medullinus Fusius                         |                                                                                |                                                                                |                                                                                |
| 452     | Тит Мененій Ланат Titus Menenius Lanatus                                           | Тит Мененій Ланат Titus Menenius Lanatus                                           | Тит Мененій Ланат Titus Menenius Lanatus                                           | Публій Сестій Капітолін Ватикан Publius Sestius Capitolinus Vaticanus          | Публій Сестій Капітолін Ватикан Publius Sestius Capitolinus Vaticanus          | Публій Сестій Капітолін Ватикан Publius Sestius Capitolinus Vaticanus          |
| 451     | Аппій Клавдій Красс Інрегіллен Сабін Appius Claudius Crassus Inregillensis Sabinus | Аппій Клавдій Красс Інрегіллен Сабін Appius Claudius Crassus Inregillensis Sabinus | Аппій Клавдій Красс Інрегіллен Сабін Appius Claudius Crassus Inregillensis Sabinus | Тит Генуцій Авгурін Titus Genucius Augurinus                                   | Тит Генуцій Авгурін Titus Genucius Augurinus                                   | Тит Генуцій Авгурін Titus Genucius Augurinus                                   |
| 451-450 | Перша колегія децемвирів                                                           | Перша колегія децемвирів                                                           | Перша колегія децемвирів                                                           | Перша колегія децемвирів                                                       | Перша колегія децемвирів                                                       | Перша колегія децемвирів                                                       |
| 451-450 | Аппій Клавдій Красс Інрегіллен Сабін Appius Claudius Crassus Inregillensis Sabinus | Аппій Клавдій Красс Інрегіллен Сабін Appius Claudius Crassus Inregillensis Sabinus | Авл Манлій Вульсон Aulus Manlius Vulso                                             | Авл Манлій Вульсон Aulus Manlius Vulso                                         | Тит Генуцій Авгурін Titus Genucius Augurinus                                   | Тит Генуцій Авгурін Titus Genucius Augurinus                                   |
| 451-450 | Сервій Сульпіцій Камерін Корнут Servius Sulpicius Camerinus Cornutus               | Сервій Сульпіцій Камерін Корнут Servius Sulpicius Camerinus Cornutus               | Тит Ветурій Красс Цікурін Titus Veturius Crassus Cicurinus                         | Тит Ветурій Красс Цікурін Titus Veturius Crassus Cicurinus                     | Публій Куріацій Фіст Трігемін Publius Curiatius Fistus Trigeminus              | Публій Куріацій Фіст Трігемін Publius Curiatius Fistus Trigeminus              |
| 451-450 | Публій Сестій Капітолін Ватикан Publius Sestius Capitolinus Vaticanus              | Публій Сестій Капітолін Ватикан Publius Sestius Capitolinus Vaticanus              | Публій Сестій Капітолін Ватикан Publius Sestius Capitolinus Vaticanus              | Тит Ромілій Рок Ватикан Titus Romilius Rocus Vaticanus                         | Тит Ромілій Рок Ватикан Titus Romilius Rocus Vaticanus                         | Тит Ромілій Рок Ватикан Titus Romilius Rocus Vaticanus                         |
| 451-450 | Гай Юлій Юл Gaius Iulius Iulus                                                     | Гай Юлій Юл Gaius Iulius Iulus                                                     | Гай Юлій Юл Gaius Iulius Iulus                                                     | Спурій Постумій Альб Регіллен Spurius Postumius Albus Regillensis              | Спурій Постумій Альб Регіллен Spurius Postumius Albus Regillensis              | Спурій Постумій Альб Регіллен Spurius Postumius Albus Regillensis              |
| 450-449 | Друга колегія децемвирів                                                           | Друга колегія децемвирів                                                           | Друга колегія децемвирів                                                           | Друга колегія децемвирів                                                       | Друга колегія децемвирів                                                       | Друга колегія децемвирів                                                       |
| 450-449 | Аппій Клавдій Красс Інрегіллен Сабін Appius Claudius Crassus Inregillensis Sabinus | Аппій Клавдій Красс Інрегіллен Сабін Appius Claudius Crassus Inregillensis Sabinus | Квінт Петілій Лібон Візол Quintus Poetelius Libo Visolus                           | Квінт Петілій Лібон Візол Quintus Poetelius Libo Visolus                       | Марк Корнелій Малугінен Marcus Cornelius Maluginensis                          | Марк Корнелій Малугінен Marcus Cornelius Maluginensis                          |
| 450-449 | Тит Антоній Меренда Titus Antonius Merenda                                         | Тит Антоній Меренда Titus Antonius Merenda                                         | Марк Сергій Есквілін Marcus Sergius Esquilinus                                     | Марк Сергій Есквілін Marcus Sergius Esquilinus                                 | Цезон Дуіллій Лонг Kaeso Duillius Longus                                       | Цезон Дуіллій Лонг Kaeso Duillius Longus                                       |
| 450-449 | Луцій Мінуцій Есквілін Авгурін Lucius Minucius Esquilinus Augurinus                | Луцій Мінуцій Есквілін Авгурін Lucius Minucius Esquilinus Augurinus                | Луцій Мінуцій Есквілін Авгурін Lucius Minucius Esquilinus Augurinus                | Спурій Оппій Корніцен Spurius Oppius Cornicen                                  | Спурій Оппій Корніцен Spurius Oppius Cornicen                                  | Спурій Оппій Корніцен Spurius Oppius Cornicen                                  |
| 450-449 | Квінт Фабій Вібулан Quintus Fabius Vibulanus                                       | Квінт Фабій Вібулан Quintus Fabius Vibulanus                                       | Квінт Фабій Вібулан Quintus Fabius Vibulanus                                       | Маній Рабулей Manius Rabuleius                                                 | Маній Рабулей Manius Rabuleius                                                 | Маній Рабулей Manius Rabuleius                                                 |
| 449     | Луцій Валерій Потіт Lucius Valerius Potitus                                        | Луцій Валерій Потіт Lucius Valerius Potitus                                        | Луцій Валерій Потіт Lucius Valerius Potitus                                        | Марк Горацій Барбат Marcus Horatius Barbatus                                   | Марк Горацій Барбат Marcus Horatius Barbatus                                   | Марк Горацій Барбат Marcus Horatius Barbatus                                   |
| 448     | Спурій Герміній Корітінезан Аквілін Spurius Herminius Coritinesanus Aquilinus      | Спурій Герміній Корітінезан Аквілін Spurius Herminius Coritinesanus Aquilinus      | Спурій Герміній Корітінезан Аквілін Spurius Herminius Coritinesanus Aquilinus      | Тит Віргіній Трікост Целіомонтан Titus Virginius Tricostus Caeliomontanus      | Тит Віргіній Трікост Целіомонтан Titus Virginius Tricostus Caeliomontanus      | Тит Віргіній Трікост Целіомонтан Titus Virginius Tricostus Caeliomontanus      |
| 447     | Марк Геганій Мацерін Marcus Geganius Macerinus                                     | Марк Геганій Мацерін Marcus Geganius Macerinus                                     | Марк Геганій Мацерін Marcus Geganius Macerinus                                     | Гай Юлій Юл Gaius Iulius Iulus                                                 | Гай Юлій Юл Gaius Iulius Iulus                                                 | Гай Юлій Юл Gaius Iulius Iulus                                                 |
| 446     | Тит Квінкцій Капітолін Барбат (вчетверте) Titus Quinctius Capitolinus Barbatus     | Тит Квінкцій Капітолін Барбат (вчетверте) Titus Quinctius Capitolinus Barbatus     | Тит Квінкцій Капітолін Барбат (вчетверте) Titus Quinctius Capitolinus Barbatus     | Агріппа Фурій Фуз Agrippa Furius Fusus                                         | Агріппа Фурій Фуз Agrippa Furius Fusus                                         | Агріппа Фурій Фуз Agrippa Furius Fusus                                         |
| 445     | Марк Генуцій Авгурін Marcus Genucius Augurinus                                     | Марк Генуцій Авгурін Marcus Genucius Augurinus                                     | Марк Генуцій Авгурін Marcus Genucius Augurinus                                     | Гай Курцій Філон Gaius Curtius Philo                                           | Гай Курцій Філон Gaius Curtius Philo                                           | Гай Курцій Філон Gaius Curtius Philo                                           |
| 444     | Військові трибуни з консульською владою (консулярні трибуни)                       | Військові трибуни з консульською владою (консулярні трибуни)                       | Військові трибуни з консульською владою (консулярні трибуни)                       | Військові трибуни з консульською владою (консулярні трибуни)                   | Військові трибуни з консульською владою (консулярні трибуни)                   | Військові трибуни з консульською владою (консулярні трибуни)                   |
| 444     | Авл Семпроній Атратін Aulus Sempronius Atratinus                                   | Авл Семпроній Атратін Aulus Sempronius Atratinus                                   | Тит Клелій Сікул Titus Cloelius Siculus                                            | Тит Клелій Сікул Titus Cloelius Siculus                                        | Луцій Атілій Луск Lucius Atilius Luscus                                        | Луцій Атілій Луск Lucius Atilius Luscus                                        |
| 444     | Луцій Папірій Мугіллан Lucius Papirius Mugillanus                                  | Луцій Папірій Мугіллан Lucius Papirius Mugillanus                                  | Луцій Папірій Мугіллан Lucius Papirius Mugillanus                                  | Луцій Семпроній Атратін Lucius Sempronius Atratinus                            | Луцій Семпроній Атратін Lucius Sempronius Atratinus                            | Луцій Семпроній Атратін Lucius Sempronius Atratinus                            |
| 443     | Марк Геганій Мацерін (вдруге) Marcus Geganius Macerinus                            | Марк Геганій Мацерін (вдруге) Marcus Geganius Macerinus                            | Марк Геганій Мацерін (вдруге) Marcus Geganius Macerinus                            | Тит Квінкцій Капітолін Барбат (вп'яте) Titus Quinctius Capitolinus Barbatus    | Тит Квінкцій Капітолін Барбат (вп'яте) Titus Quinctius Capitolinus Barbatus    | Тит Квінкцій Капітолін Барбат (вп'яте) Titus Quinctius Capitolinus Barbatus    |
| 442     | Марк Фабій Вібулан Marcus Fabius Vibulanus                                         | Марк Фабій Вібулан Marcus Fabius Vibulanus                                         | Марк Фабій Вібулан Marcus Fabius Vibulanus                                         | Постум Ебуцій Гельва Корніцен Postumius Aebutius Helva Cornicen                | Постум Ебуцій Гельва Корніцен Postumius Aebutius Helva Cornicen                | Постум Ебуцій Гельва Корніцен Postumius Aebutius Helva Cornicen                |
| 441     | Гай Фурій Паціл Фуз Gaius Furius Pacilus Fusus                                     | Гай Фурій Паціл Фуз Gaius Furius Pacilus Fusus                                     | Гай Фурій Паціл Фуз Gaius Furius Pacilus Fusus                                     | Маній або Марк Папірій Красс Manius / Markus Papirius Crassus                  | Маній або Марк Папірій Красс Manius / Markus Papirius Crassus                  | Маній або Марк Папірій Красс Manius / Markus Papirius Crassus                  |
| 440     | Прокул Геганій Мацерін Proculus Geganius Macerinus                                 | Прокул Геганій Мацерін Proculus Geganius Macerinus                                 | Прокул Геганій Мацерін Proculus Geganius Macerinus                                 | Ліціній або Луцій Мененій Ланат Licinus / Lucius Menenius Lanatus              | Ліціній або Луцій Мененій Ланат Licinus / Lucius Menenius Lanatus              | Ліціній або Луцій Мененій Ланат Licinus / Lucius Menenius Lanatus              |
| 439     | Агріппа Мененій Ланат Agrippa Menenius Lanatus                                     | Агріппа Мененій Ланат Agrippa Menenius Lanatus                                     | Агріппа Мененій Ланат Agrippa Menenius Lanatus                                     | Тит Квінкцій Капітолін Барбат (вшосте) Titus Quinctius Capitolinus Barbatus    | Тит Квінкцій Капітолін Барбат (вшосте) Titus Quinctius Capitolinus Barbatus    | Тит Квінкцій Капітолін Барбат (вшосте) Titus Quinctius Capitolinus Barbatus    |
| 438     | Військові трибуни з консульською владою                                            | Військові трибуни з консульською владою                                            | Військові трибуни з консульською владою                                            | Військові трибуни з консульською владою                                        | Військові трибуни з консульською владою                                        | Військові трибуни з консульською владою                                        |
| 438     | Мамерк Емілій Мамерцін Mamercus Aemilius Mamercinus                                | Мамерк Емілій Мамерцін Mamercus Aemilius Mamercinus                                | Луцій Юлій Юл Lucius Iulius Iulus                                                  | Луцій Юлій Юл Lucius Iulius Iulus                                              | Луцій Квінкцій Цинціннат Lucius Quinctius Cincinnatus                          | Луцій Квінкцій Цинціннат Lucius Quinctius Cincinnatus                          |
| 437     | Марк Геганій Мацерін (втретє) Marcus Geganius Macerinus                            | Марк Геганій Мацерін (втретє) Marcus Geganius Macerinus                            | Марк Геганій Мацерін (втретє) Marcus Geganius Macerinus                            | Луцій Сергій Фіденат Lucius Sergius Fidenas                                    | Луцій Сергій Фіденат Lucius Sergius Fidenas                                    | Луцій Сергій Фіденат Lucius Sergius Fidenas                                    |
| суфект  | Марк Валерій Лактука Максим Marcus Valerius Lactuca Maximus                        | Марк Валерій Лактука Максим Marcus Valerius Lactuca Maximus                        | Марк Валерій Лактука Максим Marcus Valerius Lactuca Maximus                        |                                                                                |                                                                                |                                                                                |
| 436     | Луцій Папірій Красс Lucius Papirius Crassus                                        | Луцій Папірій Красс Lucius Papirius Crassus                                        | Луцій Папірій Красс Lucius Papirius Crassus                                        | Марк Корнелій Малугінен Marcus Cornelius Maluginensis                          | Марк Корнелій Малугінен Marcus Cornelius Maluginensis                          | Марк Корнелій Малугінен Marcus Cornelius Maluginensis                          |
| 435     | Гай Юлій Юл (вдруге) Gaius Iulius Iulus                                            | Гай Юлій Юл (вдруге) Gaius Iulius Iulus                                            | Гай Юлій Юл (вдруге) Gaius Iulius Iulus                                            | Луцій Вергіній Трікост Lucius Verginius Tricostus                              | Луцій Вергіній Трікост Lucius Verginius Tricostus                              | Луцій Вергіній Трікост Lucius Verginius Tricostus                              |
| 434     | Гай Юлій Юл (втретє) Gaius Iulius Iulus                                            | Гай Юлій Юл (втретє) Gaius Iulius Iulus                                            | Гай Юлій Юл (втретє) Gaius Iulius Iulus                                            | Луцій Вергіній Трікост (вдруге) Lucius Verginius Tricostus                     | Луцій Вергіній Трікост (вдруге) Lucius Verginius Tricostus                     | Луцій Вергіній Трікост (вдруге) Lucius Verginius Tricostus                     |
| або     | Марк Манлій Капітолін Marcus Manlius Capitolinus                                   | Марк Манлій Капітолін Marcus Manlius Capitolinus                                   | Марк Манлій Капітолін Marcus Manlius Capitolinus                                   | Квінт Сульпіцій Камерін Претекстат Quintus Sulpicius Camerinus Praetextatus    | Квінт Сульпіцій Камерін Претекстат Quintus Sulpicius Camerinus Praetextatus    | Квінт Сульпіцій Камерін Претекстат Quintus Sulpicius Camerinus Praetextatus    |
| або     | Військові трибуни з консульською владою                                            | Військові трибуни з консульською владою                                            | Військові трибуни з консульською владою                                            | Військові трибуни з консульською владою                                        | Військові трибуни з консульською владою                                        | Військові трибуни з консульською владою                                        |
| або     | Сервій Корнелій Косс Servius Cornelius Cossus                                      | Сервій Корнелій Косс Servius Cornelius Cossus                                      | Квінт Сульпіцій Камерін Претекстат Quintus Sulpicius Camerinus Praetextatus        | Квінт Сульпіцій Камерін Претекстат Quintus Sulpicius Camerinus Praetextatus    | Марк Манлій Капітолін Marcus Manlius Capitolinus                               | Марк Манлій Капітолін Marcus Manlius Capitolinus                               |
| 433     | Військові трибуни з консульською владою                                            | Військові трибуни з консульською владою                                            | Військові трибуни з консульською владою                                            | Військові трибуни з консульською владою                                        | Військові трибуни з консульською владою                                        | Військові трибуни з консульською владою                                        |
| 433     | Марк Фабій Вібулан Marcus Fabius Vibulanus                                         | Марк Фабій Вібулан Marcus Fabius Vibulanus                                         | Луцій Сергій Фіденат Lucius Sergius Fidenas                                        | Луцій Сергій Фіденат Lucius Sergius Fidenas                                    | Марк Фолій Флакцінатор Marcus Folius Flaccinator                               | Марк Фолій Флакцінатор Marcus Folius Flaccinator                               |
| 432     | Військові трибуни з консульською владою                                            | Військові трибуни з консульською владою                                            | Військові трибуни з консульською владою                                            | Військові трибуни з консульською владою                                        | Військові трибуни з консульською владою                                        | Військові трибуни з консульською владою                                        |
| 432     | Луцій Пінарій Мамерцін Lucius Pinarius Mamercinus                                  | Луцій Пінарій Мамерцін Lucius Pinarius Mamercinus                                  | Спурій Постумій Альб Регіллен Spurius Postumius Albus Regillensis </ small >       | Спурій Постумій Альб Регіллен Spurius Postumius Albus Regillensis </ small >   | Луцій Фурій Медуллін Lucius Furius Medullinus                                  | Луцій Фурій Медуллін Lucius Furius Medullinus                                  |
| 431     | Тит Квінкцій Пен Цинціннат Titus Quinctius Poenus Cincinnatus                      | Тит Квінкцій Пен Цинціннат Titus Quinctius Poenus Cincinnatus                      | Тит Квінкцій Пен Цинціннат Titus Quinctius Poenus Cincinnatus                      | Гней Юлій Ментон Gnaeus Iulius Mento                                           | Гней Юлій Ментон Gnaeus Iulius Mento                                           | Гней Юлій Ментон Gnaeus Iulius Mento                                           |
| 430     | Луцій Папір Красс (вдруге) Lucius Papirius Crassus                                 | Луцій Папір Красс (вдруге) Lucius Papirius Crassus                                 | Луцій Папір Красс (вдруге) Lucius Papirius Crassus                                 | Луцій Юлій Юл Lucius Iulius Iulus                                              | Луцій Юлій Юл Lucius Iulius Iulus                                              | Луцій Юлій Юл Lucius Iulius Iulus                                              |
| 429     | Гост Лукрецій Тріціпітін Hostus Lucretius Tricipitinus                             | Гост Лукрецій Тріціпітін Hostus Lucretius Tricipitinus                             | Гост Лукрецій Тріціпітін Hostus Lucretius Tricipitinus                             | Луцій Сергій Фіденат (вдруге) Lucius Sergius Fidenas                           | Луцій Сергій Фіденат (вдруге) Lucius Sergius Fidenas                           | Луцій Сергій Фіденат (вдруге) Lucius Sergius Fidenas                           |
| 428     | Авл Корнелій Косс Aulus Cornelius Cossus                                           | Авл Корнелій Косс Aulus Cornelius Cossus                                           | Авл Корнелій Косс Aulus Cornelius Cossus                                           | Тит Квінкцій Пен Цинціннат (вдруге) Titus Quinctius Poenus Cincinnatus         | Тит Квінкцій Пен Цинціннат (вдруге) Titus Quinctius Poenus Cincinnatus         | Тит Квінкцій Пен Цинціннат (вдруге) Titus Quinctius Poenus Cincinnatus         |
| або     | Луцій Квінкцій Цинціннат Lucius Quinctius Cincinnatus                              | Луцій Квінкцій Цинціннат Lucius Quinctius Cincinnatus                              | Луцій Квінкцій Цинціннат Lucius Quinctius Cincinnatus                              | Авл Семпроній Атратін Aulus Sempronius Atratinus                               | Авл Семпроній Атратін Aulus Sempronius Atratinus                               | Авл Семпроній Атратін Aulus Sempronius Atratinus                               |
| 427     | Гай Сервілій Структ Gaius Servilius Structus Ahala                                 | Гай Сервілій Структ Gaius Servilius Structus Ahala                                 | Гай Сервілій Структ Gaius Servilius Structus Ahala                                 | Луцій Папірій Мугіллан Lucius Papirius Mugillanus                              | Луцій Папірій Мугіллан Lucius Papirius Mugillanus                              | Луцій Папірій Мугіллан Lucius Papirius Mugillanus                              |
| 426     | Військові трибуни з консульською владою                                            | Військові трибуни з консульською владою                                            | Військові трибуни з консульською владою                                            | Військові трибуни з консульською владою                                        | Військові трибуни з консульською владою                                        | Військові трибуни з консульською владою                                        |
| 426     | Тит Квінкцій Пен Цинціннат Titus Quinctius Poenus Cincinnat                        | Тит Квінкцій Пен Цинціннат Titus Quinctius Poenus Cincinnat                        | Тит Квінкцій Пен Цинціннат Titus Quinctius Poenus Cincinnat                        | Марк Постумій Альбін Регіллен Marcus Postumius Albinus Regillensis             | Марк Постумій Альбін Регіллен Marcus Postumius Albinus Regillensis             | Марк Постумій Альбін Регіллен Marcus Postumius Albinus Regillensis             |
| 426     | Гай Фурій Паціл Фуз Gaius Furius Pacilus Fusus                                     | Гай Фурій Паціл Фуз Gaius Furius Pacilus Fusus                                     | Гай Фурій Паціл Фуз Gaius Furius Pacilus Fusus                                     | Авл Корнелій Косс Aulus Cornelius Cossus                                       | Авл Корнелій Косс Aulus Cornelius Cossus                                       | Авл Корнелій Косс Aulus Cornelius Cossus                                       |
| 425     | Військові трибуни з консульською владою                                            | Військові трибуни з консульською владою                                            | Військові трибуни з консульською владою                                            | Військові трибуни з консульською владою                                        | Військові трибуни з консульською владою                                        | Військові трибуни з консульською владою                                        |
| 425     | Авл Семпроній Атратін Aulus Sempronius Atratinus                                   | Авл Семпроній Атратін Aulus Sempronius Atratinus                                   | Авл Семпроній Атратін Aulus Sempronius Atratinus                                   | Луцій Фурій Медуллін (вдруге) Lucius Furius Medullinus                         | Луцій Фурій Медуллін (вдруге) Lucius Furius Medullinus                         | Луцій Фурій Медуллін (вдруге) Lucius Furius Medullinus                         |
| 425     | Луцій Квінкцій Цинціннат (вдруге) Lucius Quinctius Cincinnatus                     | Луцій Квінкцій Цинціннат (вдруге) Lucius Quinctius Cincinnatus                     | Луцій Квінкцій Цинціннат (вдруге) Lucius Quinctius Cincinnatus                     | Луцій Горацій Барбат Lucius Horatius Barbatus                                  | Луцій Горацій Барбат Lucius Horatius Barbatus                                  | Луцій Горацій Барбат Lucius Horatius Barbatus                                  |
| 424     | Військові трибуни з консульською владою                                            | Військові трибуни з консульською владою                                            | Військові трибуни з консульською владою                                            | Військові трибуни з консульською владою                                        | Військові трибуни з консульською владою                                        | Військові трибуни з консульською владою                                        |
| 424     | Аппій Клавдій Красс Інрегіллен Appius Claudius Crassus                             | Аппій Клавдій Красс Інрегіллен Appius Claudius Crassus                             | Аппій Клавдій Красс Інрегіллен Appius Claudius Crassus                             | Луцій Сергій Фіденат (вдруге) Lucius Sergius Fidenas                           | Луцій Сергій Фіденат (вдруге) Lucius Sergius Fidenas                           | Луцій Сергій Фіденат (вдруге) Lucius Sergius Fidenas                           |
| 424     | Спурій Навцій Рутил Spurius Nautius Rutilus                                        | Спурій Навцій Рутил Spurius Nautius Rutilus                                        | Спурій Навцій Рутил Spurius Nautius Rutilus                                        | Секст Юлій Юл Sextus Iulius Iulus                                              | Секст Юлій Юл Sextus Iulius Iulus                                              | Секст Юлій Юл Sextus Iulius Iulus                                              |
| 423     | Гай Семпроній Атратін Gaius Sempronius Atratinus                                   | Гай Семпроній Атратін Gaius Sempronius Atratinus                                   | Гай Семпроній Атратін Gaius Sempronius Atratinus                                   | Квінт Фабій Вібулан Амбуст Quintus Fabius Vibulanus Ambustus                   | Квінт Фабій Вібулан Амбуст Quintus Fabius Vibulanus Ambustus                   | Квінт Фабій Вібулан Амбуст Quintus Fabius Vibulanus Ambustus                   |
| 422     | Військові трибуни з консульською владою                                            | Військові трибуни з консульською владою                                            | Військові трибуни з консульською владою                                            | Військові трибуни з консульською владою                                        | Військові трибуни з консульською владою                                        | Військові трибуни з консульською владою                                        |
| 422     | Луцій Манлій Капітолін Lucius Manlius Capitolinus                                  | Луцій Манлій Капітолін Lucius Manlius Capitolinus                                  | Луцій Папірій Мугіллан Lucius Papirius Mugillanus                                  | Луцій Папірій Мугіллан Lucius Papirius Mugillanus                              | Квінт Антоній Меренда Quintus Antonius Merenda                                 | Квінт Антоній Меренда Quintus Antonius Merenda                                 |
| 421     | Нумерій Фабій Вібулан Numerius Fabius Vibulanus                                    | Нумерій Фабій Вібулан Numerius Fabius Vibulanus                                    | Нумерій Фабій Вібулан Numerius Fabius Vibulanus                                    | Тит Квінкцій Капітолін Барбат Titus Quinctius Capitolinus Barbatus             | Тит Квінкцій Капітолін Барбат Titus Quinctius Capitolinus Barbatus             | Тит Квінкцій Капітолін Барбат Titus Quinctius Capitolinus Barbatus             |
| 420     | Військові трибуни з консульською владою                                            | Військові трибуни з консульською владою                                            | Військові трибуни з консульською владою                                            | Військові трибуни з консульською владою                                        | Військові трибуни з консульською владою                                        | Військові трибуни з консульською владою                                        |
| 420     | Луцій Квінкцій Цинціннат (втретє) Lucius Quinctius Cincinnatus                     | Луцій Квінкцій Цинціннат (втретє) Lucius Quinctius Cincinnatus                     | Луцій Квінкцій Цинціннат (втретє) Lucius Quinctius Cincinnatus                     | Марк Манлій Вульсон Marcus Manlius Vulso                                       | Марк Манлій Вульсон Marcus Manlius Vulso                                       | Марк Манлій Вульсон Marcus Manlius Vulso                                       |
| 420     | Луцій Фурій Медуллін (втретє) Lucius Furius Medullinus                             | Луцій Фурій Медуллін (втретє) Lucius Furius Medullinus                             | Луцій Фурій Медуллін (втретє) Lucius Furius Medullinus                             | Авл Семпроній Атратін (вдруге) Aulus Sempronius Atratinus                      | Авл Семпроній Атратін (вдруге) Aulus Sempronius Atratinus                      | Авл Семпроній Атратін (вдруге) Aulus Sempronius Atratinus                      |
| 419     | Військові трибуни з консульською владою                                            | Військові трибуни з консульською владою                                            | Військові трибуни з консульською владою                                            | Військові трибуни з консульською владою                                        | Військові трибуни з консульською владою                                        | Військові трибуни з консульською владою                                        |
| 419     | Агріппа Мененій Ланат Agrippa Menenius Lanatus                                     | Агріппа Мененій Ланат Agrippa Menenius Lanatus                                     | Агріппа Мененій Ланат Agrippa Menenius Lanatus                                     | Спурій Навцій Рутіл Spurius Nautius Rutilus                                    | Спурій Навцій Рутіл Spurius Nautius Rutilus                                    | Спурій Навцій Рутіл Spurius Nautius Rutilus                                    |
| 419     | Публій Лукрецій Триципітін Publius Lucretius Tricipitinus                          | Публій Лукрецій Триципітін Publius Lucretius Tricipitinus                          | Публій Лукрецій Триципітін Publius Lucretius Tricipitinus                          | Гай Сервілій Аксіла Gaius Servilius Axilla                                     | Гай Сервілій Аксіла Gaius Servilius Axilla                                     | Гай Сервілій Аксіла Gaius Servilius Axilla                                     |
| 418     | Військові трибуни з консульською владою                                            | Військові трибуни з консульською владою                                            | Військові трибуни з консульською владою                                            | Військові трибуни з консульською владою                                        | Військові трибуни з консульською владою                                        | Військові трибуни з консульською владою                                        |
| 418     | Луцій Сергій Фіденат (втретє) Lucius Sergius Fidenas                               | Луцій Сергій Фіденат (втретє) Lucius Sergius Fidenas                               | Гай Сервілій Аксіла (вдруге) Gaius Servilius Axilla                                | Гай Сервілій Аксіла (вдруге) Gaius Servilius Axilla                            | Марк Папірій Мугіллан Marcus Papirius Mugillanus                               | Марк Папірій Мугіллан Marcus Papirius Mugillanus                               |
| 417     | Військові трибуни з консульською владою                                            | Військові трибуни з консульською владою                                            | Військові трибуни з консульською владою                                            | Військові трибуни з консульською владою                                        | Військові трибуни з консульською владою                                        | Військові трибуни з консульською владою                                        |
| 417     | Публій Лукрецій Триципітін (вдруге) Publius Lucretius Tricipitinus                 | Публій Лукрецій Триципітін (вдруге) Publius Lucretius Tricipitinus                 | Публій Лукрецій Триципітін (вдруге) Publius Lucretius Tricipitinus                 | Агріппа Мененій Ланат (вдруге) Agrippa Menenius Lanatus                        | Агріппа Мененій Ланат (вдруге) Agrippa Menenius Lanatus                        | Агріппа Мененій Ланат (вдруге) Agrippa Menenius Lanatus                        |
| 417     | Спурій Рутілій Красс Spurius Rutilius Crassus                                      | Спурій Рутілій Красс Spurius Rutilius Crassus                                      | Спурій Рутілій Красс Spurius Rutilius Crassus                                      | Гай Сервілій Аксіла (втретє) Gaius Servilius Axilla                            | Гай Сервілій Аксіла (втретє) Gaius Servilius Axilla                            | Гай Сервілій Аксіла (втретє) Gaius Servilius Axilla                            |
| 416     | Військові трибуни з консульською владою                                            | Військові трибуни з консульською владою                                            | Військові трибуни з консульською владою                                            | Військові трибуни з консульською владою                                        | Військові трибуни з консульською владою                                        | Військові трибуни з консульською владою                                        |
| 416     | Авл Семпроній Атратін (втретє) Aulus Sempronius Atratinus                          | Авл Семпроній Атратін (втретє) Aulus Sempronius Atratinus                          | Авл Семпроній Атратін (втретє) Aulus Sempronius Atratinus                          | Квінт Фабій Вібулан Амбуст Quintus Fabius Vibulanus Ambustus                   | Квінт Фабій Вібулан Амбуст Quintus Fabius Vibulanus Ambustus                   | Квінт Фабій Вібулан Амбуст Quintus Fabius Vibulanus Ambustus                   |
| 416     | Марк Папірій Мугіллан (вдруге) Marcus Papirius Mugillanus                          | Марк Папірій Мугіллан (вдруге) Marcus Papirius Mugillanus                          | Марк Папірій Мугіллан (вдруге) Marcus Papirius Mugillanus                          | Спурій Навцій Рутіл (вдруге) Spurius Nautius Rutilus                           | Спурій Навцій Рутіл (вдруге) Spurius Nautius Rutilus                           | Спурій Навцій Рутіл (вдруге) Spurius Nautius Rutilus                           |
| 415     | Військові трибуни з консульською владою                                            | Військові трибуни з консульською владою                                            | Військові трибуни з консульською владою                                            | Військові трибуни з консульською владою                                        | Військові трибуни з консульською владою                                        | Військові трибуни з консульською владою                                        |
| 415     | Публій Корнелій Косс Publius Cornelius Cossus                                      | Публій Корнелій Косс Publius Cornelius Cossus                                      | Публій Корнелій Косс Publius Cornelius Cossus                                      | Нумерій Фабій Вібулан Numerius Fabius Vibulanus                                | Нумерій Фабій Вібулан Numerius Fabius Vibulanus                                | Нумерій Фабій Вібулан Numerius Fabius Vibulanus                                |
| 415     | Гай Валерій Потіт Волуз Gaius Valerius Potitus Volusus                             | Гай Валерій Потіт Волуз Gaius Valerius Potitus Volusus                             | Гай Валерій Потіт Волуз Gaius Valerius Potitus Volusus                             | Квінт Квінкцій Цинціннат Quintus Quinctius Cincinnatus                         | Квінт Квінкцій Цинціннат Quintus Quinctius Cincinnatus                         | Квінт Квінкцій Цинціннат Quintus Quinctius Cincinnatus                         |
| 414     | Військові трибуни з консульською владою                                            | Військові трибуни з консульською владою                                            | Військові трибуни з консульською владою                                            | Військові трибуни з консульською владою                                        | Військові трибуни з консульською владою                                        | Військові трибуни з консульською владою                                        |
| 414     | Гней Корнелій Косс Gnaeus Cornelius Cossus                                         | Гней Корнелій Косс Gnaeus Cornelius Cossus                                         | Гней Корнелій Косс Gnaeus Cornelius Cossus                                         | Квінт Фабій Вібулан Амбуст (вдруге) Quintus Fabius Vibulanus Ambustus          | Квінт Фабій Вібулан Амбуст (вдруге) Quintus Fabius Vibulanus Ambustus          | Квінт Фабій Вібулан Амбуст (вдруге) Quintus Fabius Vibulanus Ambustus          |
| 414     | Луцій Валерій Потіт Lucius Valerius Potitus                                        | Луцій Валерій Потіт Lucius Valerius Potitus                                        | Луцій Валерій Потіт Lucius Valerius Potitus                                        | Марк Постумій Регіллен Marcus / Publius Postumius Albinus Regillensis          | Марк Постумій Регіллен Marcus / Publius Postumius Albinus Regillensis          | Марк Постумій Регіллен Marcus / Publius Postumius Albinus Regillensis          |
| 413     | Авл Корнелій Косс Aulus Cornelius Cossus                                           | Авл Корнелій Косс Aulus Cornelius Cossus                                           | Авл Корнелій Косс Aulus Cornelius Cossus                                           | Луцій Фурій Медуллін Lucius Furius Medullinus                                  | Луцій Фурій Медуллін Lucius Furius Medullinus                                  | Луцій Фурій Медуллін Lucius Furius Medullinus                                  |
| 412     | Квінт Фабій Амбуст Quintus Fabius Vibulanus Ambustus                               | Квінт Фабій Амбуст Quintus Fabius Vibulanus Ambustus                               | Квінт Фабій Амбуст Quintus Fabius Vibulanus Ambustus                               | Гай Фурій Паціл Gaius Furius Pacilus                                           | Гай Фурій Паціл Gaius Furius Pacilus                                           | Гай Фурій Паціл Gaius Furius Pacilus                                           |
| 411     | Марк Папірій Мугіллан Marcus Papirius Mugillanus                                   | Марк Папірій Мугіллан Marcus Papirius Mugillanus                                   | Марк Папірій Мугіллан Marcus Papirius Mugillanus                                   | Спурій Навцій Рутіл Spurius Nautius Rutilus                                    | Спурій Навцій Рутіл Spurius Nautius Rutilus                                    | Спурій Навцій Рутіл Spurius Nautius Rutilus                                    |
| 410     | Маній Емілій Мамерцін Manius Aemilius Mamercinus                                   | Маній Емілій Мамерцін Manius Aemilius Mamercinus                                   | Маній Емілій Мамерцін Manius Aemilius Mamercinus                                   | Гай Валерій Потіт Волуз Gaius Valerius Potitus Volusus                         | Гай Валерій Потіт Волуз Gaius Valerius Potitus Volusus                         | Гай Валерій Потіт Волуз Gaius Valerius Potitus Volusus                         |
| 409     | Гней Корнелій Косс Gnaeus Cornelius Cossus                                         | Гней Корнелій Косс Gnaeus Cornelius Cossus                                         | Гней Корнелій Косс Gnaeus Cornelius Cossus                                         | Луцій Фурій Медуллін (вдруге) Lucius Furius Medullinus                         | Луцій Фурій Медуллін (вдруге) Lucius Furius Medullinus                         | Луцій Фурій Медуллін (вдруге) Lucius Furius Medullinus                         |
| 408     | Військові трибуни з консульською владою                                            | Військові трибуни з консульською владою                                            | Військові трибуни з консульською владою                                            | Військові трибуни з консульською владою                                        | Військові трибуни з консульською владою                                        | Військові трибуни з консульською владою                                        |
| 408     | Гай Юлій Юл Gaius Iulius Iulus                                                     | Гай Юлій Юл Gaius Iulius Iulus                                                     | Гай Сервілій Структ Агала Gaius Servilius Structus Ahala                           | Гай Сервілій Структ Агала Gaius Servilius Structus Ahala                       | Публій Корнелій Рутіл Косс Publius Cornelius Rutilus Cossus                    | Публій Корнелій Рутіл Косс Publius Cornelius Rutilus Cossus                    |
| 407     | Військові трибуни з консульською владою                                            | Військові трибуни з консульською владою                                            | Військові трибуни з консульською владою                                            | Військові трибуни з консульською владою                                        | Військові трибуни з консульською владою                                        | Військові трибуни з консульською владою                                        |
| 407     | Луцій Фурій Медуллін Lucius Furius Medullinus                                      | Луцій Фурій Медуллін Lucius Furius Medullinus                                      | Луцій Фурій Медуллін Lucius Furius Medullinus                                      | Нумерій Фабій Вібулан (вдруге) Numerius Fabius Vibulanus                       | Нумерій Фабій Вібулан (вдруге) Numerius Fabius Vibulanus                       | Нумерій Фабій Вібулан (вдруге) Numerius Fabius Vibulanus                       |
| 407     | Гай Валерій Потіт Волуз (вдруге) Gaius Valerius Potitus Volusus                    | Гай Валерій Потіт Волуз (вдруге) Gaius Valerius Potitus Volusus                    | Гай Валерій Потіт Волуз (вдруге) Gaius Valerius Potitus Volusus                    | Гай Сервілій Структ Агала (вдруге) Gaius Servilius Structus Ahala              | Гай Сервілій Структ Агала (вдруге) Gaius Servilius Structus Ahala              | Гай Сервілій Структ Агала (вдруге) Gaius Servilius Structus Ahala              |
| 406     | Військові трибуни з консульською владою                                            | Військові трибуни з консульською владою                                            | Військові трибуни з консульською владою                                            | Військові трибуни з консульською владою                                        | Військові трибуни з консульською владою                                        | Військові трибуни з консульською владою                                        |
| 406     | Публій Корнелій Рутіл Косс (вдруге) Publius Cornelius Rutilus Cossus               | Публій Корнелій Рутіл Косс (вдруге) Publius Cornelius Rutilus Cossus               | Публій Корнелій Рутіл Косс (вдруге) Publius Cornelius Rutilus Cossus               | Нумерій Фабій Амбуст Numerius Fabius Ambustus                                  | Нумерій Фабій Амбуст Numerius Fabius Ambustus                                  | Нумерій Фабій Амбуст Numerius Fabius Ambustus                                  |
| 406     | Гней Корнелій Косс Gnaeus Cornelius Cossus                                         | Гней Корнелій Косс Gnaeus Cornelius Cossus                                         | Гней Корнелій Косс Gnaeus Cornelius Cossus                                         | Луцій Валерій Потіт (вдруге) Lucius Valerius Potitus                           | Луцій Валерій Потіт (вдруге) Lucius Valerius Potitus                           | Луцій Валерій Потіт (вдруге) Lucius Valerius Potitus                           |
| 405     | Військові трибуни з консульською владою                                            | Військові трибуни з консульською владою                                            | Військові трибуни з консульською владою                                            | Військові трибуни з консульською владою                                        | Військові трибуни з консульською владою                                        | Військові трибуни з консульською владою                                        |
| 405     | Тит Квінкцій Капітолін Барбат Titus Quinctius Capitolinus Barbatus </ small >      | Тит Квінкцій Капітолін Барбат Titus Quinctius Capitolinus Barbatus </ small >      | Авл Манлій Вульсон Капітолін Aulus Manlius Vulso Capitolinus                       | Авл Манлій Вульсон Капітолін Aulus Manlius Vulso Capitolinus                   | Квінт Квінкцій Цинціннат (вдруге) Quintus Quinctius Cincinnatus                | Квінт Квінкцій Цинціннат (вдруге) Quintus Quinctius Cincinnatus                |
| 405     | Луцій Фурій Медуллін (вдруге) Lucius Furius Medullinus                             | Луцій Фурій Медуллін (вдруге) Lucius Furius Medullinus                             | Гай Юлій Юл (вдруге) Gaius Iulius Iulus                                            | Гай Юлій Юл (вдруге) Gaius Iulius Iulus                                        | Маній Емілій Мамерцін Manius Aemilius Mamercinus                               | Маній Емілій Мамерцін Manius Aemilius Mamercinus                               |
| 404     | Військові трибуни з консульською владою                                            | Військові трибуни з консульською владою                                            | Військові трибуни з консульською владою                                            | Військові трибуни з консульською владою                                        | Військові трибуни з консульською владою                                        | Військові трибуни з консульською владою                                        |
| 404     | Гай Валерій Потіт Волуз (втретє) Gaius Valerius Potitus Volusus                    | Гай Валерій Потіт Волуз (втретє) Gaius Valerius Potitus Volusus                    | Гней Корнелій Косс (вдруге) Gnaeus Cornelius Cossus                                | Гней Корнелій Косс (вдруге) Gnaeus Cornelius Cossus                            | Маній Сергій Фіденат Manius Sergius Fidenas                                    | Маній Сергій Фіденат Manius Sergius Fidenas                                    |
| 404     | Цезон Фабій Амбуст Kaeso Fabius Ambustus                                           | Цезон Фабій Амбуст Kaeso Fabius Ambustus                                           | Публій Корнелій Малугінен Publius Cornelius Maluginensis                           | Публій Корнелій Малугінен Publius Cornelius Maluginensis                       | Спурій Навцій Рутіл (втретє) Spurius Nautius Rutilus                           | Спурій Навцій Рутіл (втретє) Spurius Nautius Rutilus                           |
| 403     | Військові трибуни з консульською владою                                            | Військові трибуни з консульською владою                                            | Військові трибуни з консульською владою                                            | Військові трибуни з консульською владою                                        | Військові трибуни з консульською владою                                        | Військові трибуни з консульською владою                                        |
| 403     | Маній Емілій Мамерцін (вдруге) Manius Aemilius Mamercinus                          | Маній Емілій Мамерцін (вдруге) Manius Aemilius Mamercinus                          | Марк Квінтілій Вар Marcus Quinctilius Varus                                        | Марк Квінтілій Вар Marcus Quinctilius Varus                                    | Луцій Валерій Потіт (втретє) Lucius Valerius Potitus                           | Луцій Валерій Потіт (втретє) Lucius Valerius Potitus                           |
| 403     | Луцій Юлій Юл Lucius Iulius Iulus                                                  | Луцій Юлій Юл Lucius Iulius Iulus                                                  | Аппій Клавдій Красс Інрегіллен Appius Claudius Crassus Inregillensis               | Аппій Клавдій Красс Інрегіллен Appius Claudius Crassus Inregillensis           | Марк Фурій Фуз Marcus Furius Fusus                                             | Марк Фурій Фуз Marcus Furius Fusus                                             |
| 403     |                                                                                    |                                                                                    | Марк Постумій Регіллен (вдруге) Marcus Postumius Albinus Regillensis               |                                                                                |                                                                                |                                                                                |
| 402     | Військові трибуни з консульською владою                                            | Військові трибуни з консульською владою                                            | Військові трибуни з консульською владою                                            | Військові трибуни з консульською владою                                        | Військові трибуни з консульською владою                                        | Військові трибуни з консульською владою                                        |
| 402     | Гай Сервілій Структ Агала (втретє) Gaius Servilius Structus Ahala                  | Гай Сервілій Структ Агала (втретє) Gaius Servilius Structus Ahala                  | Квінт Сульпіцій Камерін Корнут Quintus Sulpicius Camerinus Cornutus                | Квінт Сульпіцій Камерін Корнут Quintus Sulpicius Camerinus Cornutus            | Квінт Сервілій Пріск Фіденат Quintus Servilius Priscus Fidenas                 | Квінт Сервілій Пріск Фіденат Quintus Servilius Priscus Fidenas                 |
| 402     | Авл Манлій Вульсон Капітолін (вдруге) Aulus Manlius Vulso Capitolinus              | Авл Манлій Вульсон Капітолін (вдруге) Aulus Manlius Vulso Capitolinus              | Луцій Вергіній Трікост Есквілін Lucius Verginius Tricostus Esquilinus              | Луцій Вергіній Трікост Есквілін Lucius Verginius Tricostus Esquilinus          | Маній Сергій Фіденат (вдруге) Manius Sergius Fidenas                           | Маній Сергій Фіденат (вдруге) Manius Sergius Fidenas                           |
| 401     | Військові трибуни з консульською владою                                            | Військові трибуни з консульською владою                                            | Військові трибуни з консульською владою                                            | Військові трибуни з консульською владою                                        | Військові трибуни з консульською владою                                        | Військові трибуни з консульською владою                                        |
| 401     | Луцій Валерій Потіт (вчетверте) Lucius Valerius Potitus                            | Луцій Валерій Потіт (вчетверте) Lucius Valerius Potitus                            | Гней Корнелій Косс (втретє) Gnaeus Cornelius Cossus                                | Гней Корнелій Косс (втретє) Gnaeus Cornelius Cossus                            | Марк Фурій Камілл Marcus Furius Camillus                                       | Марк Фурій Камілл Marcus Furius Camillus                                       |
| 401     | Цезон Фабій Амбуст (вдруге) Kaeso Fabius Ambustus                                  | Цезон Фабій Амбуст (вдруге) Kaeso Fabius Ambustus                                  | Маній Емілій Мамерцін (втретє) Manius Aemilius Mamercinus                          | Маній Емілій Мамерцін (втретє) Manius Aemilius Mamercinus                      | Луцій Юлій Юл Lucius Iulius Iulus                                              | Луцій Юлій Юл Lucius Iulius Iulus                                              |

## IV століття до н. е.
| Рік                                                 | Перший консул                                                                       | Перший консул                                                                       | Перший консул                                                                   | Другий консул                                                                            | Другий консул                                                                            | Другий консул                                                                            |                                         |
| --------------------------------------------------- | ----------------------------------------------------------------------------------- | ----------------------------------------------------------------------------------- | ------------------------------------------------------------------------------- | ---------------------------------------------------------------------------------------- | ---------------------------------------------------------------------------------------- | ---------------------------------------------------------------------------------------- | --------------------------------------- |
| 400                                                 | Військові трибуни з консульською владою                                             | Військові трибуни з консульською владою                                             | Військові трибуни з консульською владою                                         | Військові трибуни з консульською владою                                                  | Військові трибуни з консульською владою                                                  | Військові трибуни з консульською владою                                                  |                                         |
| 400                                                 | Публій Ліциній Кальв Есквілін Publius Licinius Calvus Esquilinus                    | Публій Ліциній Кальв Есквілін Publius Licinius Calvus Esquilinus                    | Публій Мелій Капітолін Publius Maelius Capitolinus                              | Публій Мелій Капітолін Publius Maelius Capitolinus                                       | Публій Манлій Вульсон Publius Manlius Vulso                                              | Публій Манлій Вульсон Publius Manlius Vulso                                              |                                         |
| 400                                                 | Спурій Фурій Медуллін Lucius Furius Medullinus                                      | Спурій Фурій Медуллін Lucius Furius Medullinus                                      | Луцій Тітіній Панса Сакк Lucius Titinius Pansa Saccus                           | Луцій Тітіній Панса Сакк Lucius Titinius Pansa Saccus                                    | Луцій Публілій Філон Вульск Lucius Publilius Voleronis Philo Vulscus                     | Луцій Публілій Філон Вульск Lucius Publilius Voleronis Philo Vulscus                     |                                         |
| 399                                                 | Військові трибуни з консульською владою                                             | Військові трибуни з консульською владою                                             | Військові трибуни з консульською владою                                         | Військові трибуни з консульською владою                                                  | Військові трибуни з консульською владою                                                  | Військові трибуни з консульською владою                                                  |                                         |
| 399                                                 | Гней Генуцій Авгурін Gnaeus Genucius Augurinus                                      | Гней Генуцій Авгурін Gnaeus Genucius Augurinus                                      | Гней Дуілій Лонг Gnaeus Duilius Longus                                          | Гней Дуілій Лонг Gnaeus Duilius Longus                                                   | Луцій Атілій Пріск Lucius Atilius Priscus                                                | Луцій Атілій Пріск Lucius Atilius Priscus                                                |                                         |
| 399                                                 | Марк Ветурій Красс Цікурін Marcus Veturius Crassus Cicurinus                        | Марк Ветурій Красс Цікурін Marcus Veturius Crassus Cicurinus                        | Марк Помпоній Руф Marcus Pomponius Rufus                                        | Марк Помпоній Руф Marcus Pomponius Rufus                                                 | Волерон Публілій Філон Volero Publilius Philo                                            | Волерон Публілій Філон Volero Publilius Philo                                            |                                         |
| 398                                                 | Військові трибуни з консульською владою                                             | Військові трибуни з консульською владою                                             | Військові трибуни з консульською владою                                         | Військові трибуни з консульською владою                                                  | Військові трибуни з консульською владою                                                  | Військові трибуни з консульською владою                                                  |                                         |
| 398                                                 | Луцій Валерій Потіт (вп'яте) Lucius Valerius Potitus                                | Луцій Валерій Потіт (вп'яте) Lucius Valerius Potitus                                | Луцій Фурій Медуллін (втретє) Lucius Furius Medullinus                          | Луцій Фурій Медуллін (втретє) Lucius Furius Medullinus                                   | Марк Валерій Лактуцін Максим Marcus Valerius Lactucinus Maximus                          | Марк Валерій Лактуцін Максим Marcus Valerius Lactucinus Maximus                          |                                         |
| 398                                                 | Квінт Сервілій Пріск Фіденат Quintus Servilius Priscus Fidenas                      | Квінт Сервілій Пріск Фіденат Quintus Servilius Priscus Fidenas                      | Марк Фурій Камілл (вдруге) Marcus Furius Camillus                               | Марк Фурій Камілл (вдруге) Marcus Furius Camillus                                        | Квінт Сульпіцій Камерін Корнут (вдруге) Quintus Sulpicius Camerinus Cornutus             | Квінт Сульпіцій Камерін Корнут (вдруге) Quintus Sulpicius Camerinus Cornutus             |                                         |
| 397                                                 | Військові трибуни з консульською владою                                             | Військові трибуни з консульською владою                                             | Військові трибуни з консульською владою                                         | Військові трибуни з консульською владою                                                  | Військові трибуни з консульською владою                                                  | Військові трибуни з консульською владою                                                  |                                         |
| 397                                                 | Луцій Юлій Юл (вдруге) Lucius Iulius Iulus                                          | Луцій Юлій Юл (вдруге) Lucius Iulius Iulus                                          | Авл Постумій Альбін Регіллен Aulus Postumius Albinus Regillensis                | Авл Постумій Альбін Регіллен Aulus Postumius Albinus Regillensis                         | Луцій Фурій Медуллін (вчетверте) Lucius Furius Medullinus                                | Луцій Фурій Медуллін (вчетверте) Lucius Furius Medullinus                                |                                         |
| 397                                                 | Публій Корнелій Малугінен Publius Cornelius Maluginensis                            | Публій Корнелій Малугінен Publius Cornelius Maluginensis                            | Луцій Сергій Фіденат Lucius Sergius Fidenas                                     | Луцій Сергій Фіденат Lucius Sergius Fidenas                                              | Авл Манлій Вульсон Капітолін (втретє) Aulus Manlius Vulso Capitolinus                    | Авл Манлій Вульсон Капітолін (втретє) Aulus Manlius Vulso Capitolinus                    |                                         |
| 396                                                 | Військові трибуни з консульською владою                                             | Військові трибуни з консульською владою                                             | Військові трибуни з консульською владою                                         | Військові трибуни з консульською владою                                                  | Військові трибуни з консульською владою                                                  | Військові трибуни з консульською владою                                                  |                                         |
| 396                                                 | Луцій Тітіній Панса Сакк (вдруге) Lucius Titinius Pansa Saccus                      | Луцій Тітіній Панса Сакк (вдруге) Lucius Titinius Pansa Saccus                      | Публій Манлій Вульсон Publius Manlius Vulso                                     | Публій Манлій Вульсон Publius Manlius Vulso                                              | Публій Ліциній Кальв Есквілін Молодший Publius Licinius Calvus Esquilinus                | Публій Ліциній Кальв Есквілін Молодший Publius Licinius Calvus Esquilinus                |                                         |
| 396                                                 | Гней Генуцій Авгурін (вдруге) Gnaeus Genucius Augurinus                             | Гней Генуцій Авгурін (вдруге) Gnaeus Genucius Augurinus                             | Публій Мелій Капітолін (вдруге) Publius Maelius Capitolinus                     | Публій Мелій Капітолін (вдруге) Publius Maelius Capitolinus                              | Луцій Атілій Пріск (вдруге) Lucius Atilius Priscus                                       | Луцій Атілій Пріск (вдруге) Lucius Atilius Priscus                                       |                                         |
| 395                                                 | Військові трибуни з консульською владою                                             | Військові трибуни з консульською владою                                             | Військові трибуни з консульською владою                                         | Військові трибуни з консульською владою                                                  | Військові трибуни з консульською владою                                                  | Військові трибуни з консульською владою                                                  |                                         |
| 395                                                 | Публій Корнелій Малугінен Косс Publius Cornelius Maluginensis Cossus                | Публій Корнелій Малугінен Косс Publius Cornelius Maluginensis Cossus                | Луцій Фурій Медуллін (вп'яте) Lucius Furius Medullinus                          | Луцій Фурій Медуллін (вп'яте) Lucius Furius Medullinus                                   | Публій Корнелій Сціпіон Publius Cornelius Scipio                                         | Публій Корнелій Сціпіон Publius Cornelius Scipio                                         |                                         |
| 395                                                 | Квінт Сервілій Пріск Фіденат (вдруге) Quintus Servilius Priscus Fidenas             | Квінт Сервілій Пріск Фіденат (вдруге) Quintus Servilius Priscus Fidenas             | Цезон Фабій Амбуст (втретє) Kaeso Fabius Ambustus                               | Цезон Фабій Амбуст (втретє) Kaeso Fabius Ambustus                                        | Марк Валерій Лактуцін Максим (вдруге) Marcus Valerius Lactucinus Maximus                 | Марк Валерій Лактуцін Максим (вдруге) Marcus Valerius Lactucinus Maximus                 |                                         |
| 394                                                 | Військові трибуни з консульською владою                                             | Військові трибуни з консульською владою                                             | Військові трибуни з консульською владою                                         | Військові трибуни з консульською владою                                                  | Військові трибуни з консульською владою                                                  | Військові трибуни з консульською владою                                                  |                                         |
| 394                                                 | Марк Фурій Камілл (втретє) Marcus Furius Camillus                                   | Марк Фурій Камілл (втретє) Marcus Furius Camillus                                   | Луцій Валерій Публікола Lucius Valerius Publicola                               | Луцій Валерій Публікола Lucius Valerius Publicola                                        | Луцій Фурій Медуллін (вшосте) Lucius Furius Medullinus                                   | Луцій Фурій Медуллін (вшосте) Lucius Furius Medullinus                                   |                                         |
| 394                                                 | Спурій Постумій Альбін Регіллен Spurius Postumius Albinus Regillensis </ small >    | Спурій Постумій Альбін Регіллен Spurius Postumius Albinus Regillensis </ small >    | Гай Емілій Мамерцін Gaius Aemilius Mamercinus                                   | Гай Емілій Мамерцін Gaius Aemilius Mamercinus                                            | Публій Корнелій Сціпіон (вдруге) Publius Cornelius Scipio                                | Публій Корнелій Сціпіон (вдруге) Publius Cornelius Scipio                                |                                         |
| 393                                                 | Луцій Валерій Потіт Lucius Valerius Potitus                                         | Луцій Валерій Потіт Lucius Valerius Potitus                                         | Луцій Валерій Потіт Lucius Valerius Potitus                                     | Публій Корнелій Малугінен Косс Publius Cornelius Maluginensis Cossus                     | Публій Корнелій Малугінен Косс Publius Cornelius Maluginensis Cossus                     | Публій Корнелій Малугінен Косс Publius Cornelius Maluginensis Cossus                     |                                         |
| суфекти                                             | Луцій Лукрецій Триципітін Флав Lucius Lucretius Tricipitinus Flavus                 | Луцій Лукрецій Триципітін Флав Lucius Lucretius Tricipitinus Flavus                 | Луцій Лукрецій Триципітін Флав Lucius Lucretius Tricipitinus Flavus             | Сервій Сульпіцій Камерін Руф Servius Sulpicius Camerinus Rufus                           | Сервій Сульпіцій Камерін Руф Servius Sulpicius Camerinus Rufus                           | Сервій Сульпіцій Камерін Руф Servius Sulpicius Camerinus Rufus                           |                                         |
| 392                                                 | Луцій Валерій Потіт Lucius Valerius Potitus                                         | Луцій Валерій Потіт Lucius Valerius Potitus                                         | Луцій Валерій Потіт Lucius Valerius Potitus                                     | Марк Манлій Капітолін Marcus Manlius Capitolinus                                         | Марк Манлій Капітолін Marcus Manlius Capitolinus                                         | Марк Манлій Капітолін Marcus Manlius Capitolinus                                         |                                         |
| 391                                                 | Військові трибуни з консульською владою                                             | Військові трибуни з консульською владою                                             | Військові трибуни з консульською владою                                         | Військові трибуни з консульською владою                                                  | Військові трибуни з консульською владою                                                  | Військові трибуни з консульською владою                                                  |                                         |
| 391                                                 | Луцій Лукрецій Триципітін Флав Lucius Lucretius Tricipitinus Flavus                 | Луцій Лукрецій Триципітін Флав Lucius Lucretius Tricipitinus Flavus                 | Луцій Фурій Медуллін (всьоме) Lucius Furius Medullinus                          | Луцій Фурій Медуллін (всьоме) Lucius Furius Medullinus                                   | Сервій Сульпіцій Камерін Руф Servius Sulpicius Camerinus Rufus                           | Сервій Сульпіцій Камерін Руф Servius Sulpicius Camerinus Rufus                           |                                         |
| 391                                                 | Агріппа Фурій Фуз Agrippa Furius Fusus                                              | Агріппа Фурій Фуз Agrippa Furius Fusus                                              | Луцій Емілій Мамерцін Lucius Aemilius Mamercinus                                | Луцій Емілій Мамерцін Lucius Aemilius Mamercinus                                         | Гай Емілій Мамерцін (вдруге) Gaius Aemilius Mamercinus                                   | Гай Емілій Мамерцін (вдруге) Gaius Aemilius Mamercinus                                   |                                         |
| 390                                                 | Військові трибуни з консульською владою                                             | Військові трибуни з консульською владою                                             | Військові трибуни з консульською владою                                         | Військові трибуни з консульською владою                                                  | Військові трибуни з консульською владою                                                  | Військові трибуни з консульською владою                                                  |                                         |
| 390                                                 | Квінт Фабій Амбуст Quintus Fabius Ambustus                                          | Квінт Фабій Амбуст Quintus Fabius Ambustus                                          | Квінт Сульпіцій Лонг Quintus Sulpicius Longus                                   | Квінт Сульпіцій Лонг Quintus Sulpicius Longus                                            | Цезон Фабій Амбуст Kaeso Fabius Ambustus                                                 | Цезон Фабій Амбуст Kaeso Fabius Ambustus                                                 |                                         |
| 390                                                 | Квінт Сервілій Пріск Фіденат (вчетверте) Quintus Servilius Priscus Fidenas          | Квінт Сервілій Пріск Фіденат (вчетверте) Quintus Servilius Priscus Fidenas          | Нумерій Фабій Амбуст Numerius Fabius Ambustus                                   | Нумерій Фабій Амбуст Numerius Fabius Ambustus                                            | Публій Корнелій Малугінен (вдруге) Publius Cornelius Maluginensis                        | Публій Корнелій Малугінен (вдруге) Publius Cornelius Maluginensis                        |                                         |
| 389                                                 | Військові трибуни з консульською владою                                             | Військові трибуни з консульською владою                                             | Військові трибуни з консульською владою                                         | Військові трибуни з консульською владою                                                  | Військові трибуни з консульською владою                                                  | Військові трибуни з консульською владою                                                  |                                         |
| 389                                                 | Луцій Валерій Публікола (вдруге) Lucius Valerius Publicola                          | Луцій Валерій Публікола (вдруге) Lucius Valerius Publicola                          | Авл Манлій Капітолін Aulus Manlius Capitolinus                                  | Авл Манлій Капітолін Aulus Manlius Capitolinus                                           | Луцій Вергіній Трікост Lucius Verginius Tricostus                                        | Луцій Вергіній Трікост Lucius Verginius Tricostus                                        |                                         |
| 389                                                 | Луцій Емілій Мамерцін (вдруге) Lucius Aemilius Mamercinus                           | Луцій Емілій Мамерцін (вдруге) Lucius Aemilius Mamercinus                           | Публій Корнелій Publius Cornelius                                               | Публій Корнелій Publius Cornelius                                                        | Луцій Постумій Альбін Регіллен Lucius Postumius Albinus Regillensis                      | Луцій Постумій Альбін Регіллен Lucius Postumius Albinus Regillensis                      |                                         |
| 388                                                 | Військові трибуни з консульською владою                                             | Військові трибуни з консульською владою                                             | Військові трибуни з консульською владою                                         | Військові трибуни з консульською владою                                                  | Військові трибуни з консульською владою                                                  | Військові трибуни з консульською владою                                                  |                                         |
| 388                                                 | Тит Квінкцій Цинциннат Капітолін Titus Quinctius Cincinnatus Capitolinus </ small > | Тит Квінкцій Цинциннат Капітолін Titus Quinctius Cincinnatus Capitolinus </ small > | Квінт Сервілій Пріск Фіденат (вп'яте) Quintus Servilius Priscus Fidenas         | Квінт Сервілій Пріск Фіденат (вп'яте) Quintus Servilius Priscus Fidenas                  | Луцій Юлій Юл Lucius Iulius Iulus                                                        | Луцій Юлій Юл Lucius Iulius Iulus                                                        |                                         |
| 388                                                 | Луцій Аквілій Корв Lucius Aquilius Corvus                                           | Луцій Аквілій Корв Lucius Aquilius Corvus                                           | Луцій Лукрецій Триципітін Флав (вдруге) Lucius Lucretius Tricipitinus Flavus    | Луцій Лукрецій Триципітін Флав (вдруге) Lucius Lucretius Tricipitinus Flavus             | Сервій Сульпіцій Руф Servius Sulpicius Rufus                                             | Сервій Сульпіцій Руф Servius Sulpicius Rufus                                             |                                         |
| 387                                                 | Військові трибуни з консульською владою                                             | Військові трибуни з консульською владою                                             | Військові трибуни з консульською владою                                         | Військові трибуни з консульською владою                                                  | Військові трибуни з консульською владою                                                  | Військові трибуни з консульською владою                                                  |                                         |
| 387                                                 | Луцій Папірій Курсор Lucius Papirius Cursor                                         | Луцій Папірій Курсор Lucius Papirius Cursor                                         | Гней Сергій Фіденат Коксон Gaius / Gneus Sergius Fidenas Coxo                   | Гней Сергій Фіденат Коксон Gaius / Gneus Sergius Fidenas Coxo                            | Луцій Емілій Мамерцін (втретє) Lucius Aemilius Mamercinus                                | Луцій Емілій Мамерцін (втретє) Lucius Aemilius Mamercinus                                |                                         |
| 387                                                 | Ліціній Мененій Ланат Licinus Menentius Lanatus                                     | Ліціній Мененій Ланат Licinus Menentius Lanatus                                     | Луцій Валерій Публікола (втретє) Lucius Valerius Publicola                      | Луцій Валерій Публікола (втретє) Lucius Valerius Publicola                               |                                                                                          |                                                                                          |                                         |
| 386                                                 | Військові трибуни з консульською владою                                             | Військові трибуни з консульською владою                                             | Військові трибуни з консульською владою                                         | Військові трибуни з консульською владою                                                  | Військові трибуни з консульською владою                                                  | Військові трибуни з консульською владою                                                  |                                         |
| 386                                                 | Марк Фурій Камілл (вчетверте) Marcus Furius Camillus                                | Марк Фурій Камілл (вчетверте) Marcus Furius Camillus                                | Сервій Корнелій Малугінен (вдруге) Servius Cornelius Maluginensis               | Сервій Корнелій Малугінен (вдруге) Servius Cornelius Maluginensis                        | Квінт Сервілій Пріск Фіденат (вшосте) Quintus Servilius Priscus Fidenas                  | Квінт Сервілій Пріск Фіденат (вшосте) Quintus Servilius Priscus Fidenas                  |                                         |
| 386                                                 | Луцій Квінкцій Цинціннат Lucius Quinctius Cincinnatus                               | Луцій Квінкцій Цинціннат Lucius Quinctius Cincinnatus                               | Луцій Горацій Пульвілл Lucius Horatius Pulvillus                                | Луцій Горацій Пульвілл Lucius Horatius Pulvillus                                         | Публій Валерій Потіт Публікола Publius Valerius Potitus Publicola                        | Публій Валерій Потіт Публікола Publius Valerius Potitus Publicola                        |                                         |
| 385                                                 | Військові трибуни з консульською владою                                             | Військові трибуни з консульською владою                                             | Військові трибуни з консульською владою                                         | Військові трибуни з консульською владою                                                  | Військові трибуни з консульською владою                                                  | Військові трибуни з консульською владою                                                  |                                         |
| 385                                                 | Авл Манлій Капітолін (вдруге) Aulus Manlius Capitolinus                             | Авл Манлій Капітолін (вдруге) Aulus Manlius Capitolinus                             | Публій Корнелій (вдруге) Publius Cornelius                                      | Публій Корнелій (вдруге) Publius Cornelius                                               | Тит Квінкцій Цинциннат Капітолін (вдруге) Titus Quinctius Cincinnatus Capitolinus        | Тит Квінкцій Цинциннат Капітолін (вдруге) Titus Quinctius Cincinnatus Capitolinus        |                                         |
| 385                                                 | Луцій Папірій Курсор (вдруге) Lucius Papirius Cursor                                | Луцій Папірій Курсор (вдруге) Lucius Papirius Cursor                                | Луцій Квінкцій Цинціннат (вдруге) Lucius Quinctius Cincinnatus                  | Луцій Квінкцій Цинціннат (вдруге) Lucius Quinctius Cincinnatus                           | Гней Сергій Фіденат Коксон (вдруге) Gaius / Gneus Sergius Fidenas Coxo                   | Гней Сергій Фіденат Коксон (вдруге) Gaius / Gneus Sergius Fidenas Coxo                   |                                         |
| 384                                                 | Військові трибуни з консульською владою                                             | Військові трибуни з консульською владою                                             | Військові трибуни з консульською владою                                         | Військові трибуни з консульською владою                                                  | Військові трибуни з консульською владою                                                  | Військові трибуни з консульською владою                                                  |                                         |
| 384                                                 | Сервій Корнелій Малугінен (у 3-й раз) Servius Cornelius Maluginensis                | Сервій Корнелій Малугінен (у 3-й раз) Servius Cornelius Maluginensis                | Публій Валерій Потіт Публікола (вдруге) Publius Valerius Potitus Publicola      | Публій Валерій Потіт Публікола (вдруге) Publius Valerius Potitus Publicola               | Марк Фурій Камілл (вп'яте) Marcus Furius Camillus                                        | Марк Фурій Камілл (вп'яте) Marcus Furius Camillus                                        |                                         |
| 384                                                 | Сервій Сульпіцій Руф (вдруге) Servius Sulpicius Rufus                               | Сервій Сульпіцій Руф (вдруге) Servius Sulpicius Rufus                               | Гай Папірій Красс Gaius Papirius Crassus                                        | Гай Папірій Красс Gaius Papirius Crassus                                                 | Тит Квінкцій Цинциннат Капітолін (втретє) Titus Quinctius Cincinnatus Capitolinus        | Тит Квінкцій Цинциннат Капітолін (втретє) Titus Quinctius Cincinnatus Capitolinus        |                                         |
| 383                                                 | Військові трибуни з консульською владою                                             | Військові трибуни з консульською владою                                             | Військові трибуни з консульською владою                                         | Військові трибуни з консульською владою                                                  | Військові трибуни з консульською владою                                                  | Військові трибуни з консульською владою                                                  |                                         |
| 383                                                 | Луцій Валерій Публікола (вчетверте) Lucius Valerius Publicola                       | Луцій Валерій Публікола (вчетверте) Lucius Valerius Publicola                       | Авл Манлій Капітолін (втретє) Aulus Manlius Capitolinus                         | Авл Манлій Капітолін (втретє) Aulus Manlius Capitolinus                                  | Сервій Сульпіцій Руф (втретє) Servius Sulpicius Rufus                                    | Сервій Сульпіцій Руф (втретє) Servius Sulpicius Rufus                                    |                                         |
| 383                                                 | Луцій Лукрецій Триципітін Флав (втретє) Lucius Lucretius Tricipitinus Flavus        | Луцій Лукрецій Триципітін Флав (втретє) Lucius Lucretius Tricipitinus Flavus        | Луцій Емілій Мамерцін (вчетверте) Lucius Aemilius Mamercinus                    | Луцій Емілій Мамерцін (вчетверте) Lucius Aemilius Mamercinus                             | Марк Требоній Marcus Trebonius                                                           | Марк Требоній Marcus Trebonius                                                           |                                         |
| 382                                                 | Військові трибуни з консульською владою                                             | Військові трибуни з консульською владою                                             | Військові трибуни з консульською владою                                         | Військові трибуни з консульською владою                                                  | Військові трибуни з консульською владою                                                  | Військові трибуни з консульською владою                                                  |                                         |
| 382                                                 | Спурій Папірій Красс Spurius Papirius Crassus                                       | Спурій Папірій Красс Spurius Papirius Crassus                                       | Луцій Папірій Красс Lucius Papirius Crassus                                     | Луцій Папірій Красс Lucius Papirius Crassus                                              | Сервій Корнелій Малугінен (втретє) Servius Cornelius Maluginensis                        | Сервій Корнелій Малугінен (втретє) Servius Cornelius Maluginensis                        |                                         |
| 382                                                 | Квінт Сервілій Фіденат Quintus Servilius Fidenas                                    | Квінт Сервілій Фіденат Quintus Servilius Fidenas                                    | Гай Сульпіцій Камерін Gaius Sulpicius Camerinus                                 | Гай Сульпіцій Камерін Gaius Sulpicius Camerinus                                          | Луцій Емілій Мамерцін (вп'яте) Lucius Aemilius Mamercinus                                | Луцій Емілій Мамерцін (вп'яте) Lucius Aemilius Mamercinus                                |                                         |
| 381                                                 | Військові трибуни з консульською владою                                             | Військові трибуни з консульською владою                                             | Військові трибуни з консульською владою                                         | Військові трибуни з консульською владою                                                  | Військові трибуни з консульською владою                                                  | Військові трибуни з консульською владою                                                  |                                         |
| 381                                                 | Марк Фурій Камілл (вшосте) Marcus Furius Camillus                                   | Марк Фурій Камілл (вшосте) Marcus Furius Camillus                                   | Авл Постумій Альбін Регіллен Aulus Postumius Albinus Regillensis                | Авл Постумій Альбін Регіллен Aulus Postumius Albinus Regillensis                         | Луцій Постумій Альбін Регіллен (вдруге) Lucius Postumius Albinus Regillensis             | Луцій Постумій Альбін Регіллен (вдруге) Lucius Postumius Albinus Regillensis             |                                         |
| 381                                                 | Луцій Фурій Медуллін Lucius Furius Medullinus                                       | Луцій Фурій Медуллін Lucius Furius Medullinus                                       | Луцій Лукрецій Триципітін Флав (вчетверте) Lucius Lucretius Tricipitinus Flavus | Луцій Лукрецій Триципітін Флав (вчетверте) Lucius Lucretius Tricipitinus Flavus          | Марк Фабій Амбуст Marcus Fabius Ambustus                                                 | Марк Фабій Амбуст Marcus Fabius Ambustus                                                 |                                         |
| 380                                                 | Військові трибуни з консульською владою                                             | Військові трибуни з консульською владою                                             | Військові трибуни з консульською владою                                         | Військові трибуни з консульською владою                                                  | Військові трибуни з консульською владою                                                  | Військові трибуни з консульською владою                                                  |                                         |
| 380                                                 | Луцій Валерій Публікола (вп'яте) Lucius Valerius Publicola                          | Луцій Валерій Публікола (вп'яте) Lucius Valerius Publicola                          | Публій Валерій Потіт Публікола (втретє) Publius Valerius Potitus Publicola      | Публій Валерій Потіт Публікола (втретє) Publius Valerius Potitus Publicola               | Сервій Корнелій Малугінен (вчетверте) Servius Cornelius Maluginensis                     | Сервій Корнелій Малугінен (вчетверте) Servius Cornelius Maluginensis                     |                                         |
| 380                                                 | Ліціній Мененій Ланат (вдруге) Licinus Menenius Lanatus                             | Ліціній Мененій Ланат (вдруге) Licinus Menenius Lanatus                             | Гней Сергій Фіденат Коксон (втретє) Gaius / Gneus Sergius Fidenas Coxo          | Гней Сергій Фіденат Коксон (втретє) Gaius / Gneus Sergius Fidenas Coxo                   | Луцій Емілій Мамерцін (вшосте) Lucius Aemilius Mamercinus                                | Луцій Емілій Мамерцін (вшосте) Lucius Aemilius Mamercinus                                |                                         |
| 380                                                 | 379                                                                                 | Військові трибуни з консульською владою                                             | Військові трибуни з консульською владою                                         | Військові трибуни з консульською владою                                                  | Військові трибуни з консульською владою                                                  | Військові трибуни з консульською владою                                                  | Військові трибуни з консульською владою |
| Публій Манлій Капітолін Publius Manlius Capitolinus | Публій Манлій Капітолін Publius Manlius Capitolinus                                 | Гай Манлій Вульсон Gnaeus / Gaius Manlius Vulso                                     | Гай Манлій Вульсон Gnaeus / Gaius Manlius Vulso                                 | Луцій Юлій Юл (вдруге) Lucius Iulius Iulus                                               | Луцій Юлій Юл (вдруге) Lucius Iulius Iulus                                               |                                                                                          |                                         |
| Гай Секстілій Gaius Sextilius                       | Гай Секстілій Gaius Sextilius                                                       | Марк Альбіній Marcus Albinius                                                       | Марк Альбіній Marcus Albinius                                                   | Луцій Антістій Lucius Antistius                                                          | Луцій Антістій Lucius Antistius                                                          |                                                                                          |                                         |
| Публій Требоній Publius Trebonius                   | Публій Требоній Publius Trebonius                                                   | Публій Требоній Publius Trebonius                                                   | Гай Еренуцій Gaius Erenucius                                                    | Гай Еренуцій Gaius Erenucius                                                             | Гай Еренуцій Gaius Erenucius                                                             |                                                                                          |                                         |
| 378                                                 | Військові трибуни з консульською владою                                             | Військові трибуни з консульською владою                                             | Військові трибуни з консульською владою                                         | Військові трибуни з консульською владою                                                  | Військові трибуни з консульською владою                                                  | Військові трибуни з консульською владою                                                  |                                         |
| 378                                                 | Спурій Фурій Медуллін Spurius Furius Medullinus                                     | Спурій Фурій Медуллін Spurius Furius Medullinus                                     | Квінт Сервілій Фіденат (вдруге) Quintus Servilius Fidenas                       | Квінт Сервілій Фіденат (вдруге) Quintus Servilius Fidenas                                | Ліціній Мененій Ланат (втретє) Licinus Menenius Lanatus                                  | Ліціній Мененій Ланат (втретє) Licinus Menenius Lanatus                                  |                                         |
| 378                                                 | Публій Клелій Сікул Publius Cloelius Siculus                                        | Публій Клелій Сікул Publius Cloelius Siculus                                        | Марк Горацій Пульвілл Marcus Horatius Pulvillus                                 | Марк Горацій Пульвілл Marcus Horatius Pulvillus                                          | Луцій Геганій Мацерін Lucius Geganius Macerinus                                          | Луцій Геганій Мацерін Lucius Geganius Macerinus                                          |                                         |
| 377                                                 | Військові трибуни з консульською владою                                             | Військові трибуни з консульською владою                                             | Військові трибуни з консульською владою                                         | Військові трибуни з консульською владою                                                  | Військові трибуни з консульською владою                                                  | Військові трибуни з консульською владою                                                  |                                         |
| 377                                                 | Луцій Емілій Мамерцін (всьоме) Lucius Aemilius Mamercinus                           | Луцій Емілій Мамерцін (всьоме) Lucius Aemilius Mamercinus                           | Публій Валерій Потіт Публікола (вчетверте) Publius Valerius Potitus Publicola   | Публій Валерій Потіт Публікола (вчетверте) Publius Valerius Potitus Publicola            | Гай Ветурій Красс Цікурін Gaius Veturius Crassus Cicurinus                               | Гай Ветурій Красс Цікурін Gaius Veturius Crassus Cicurinus                               |                                         |
| 377                                                 | Сервій Сульпіцій Претекстат Servius Sulpicius Praetextatus                          | Сервій Сульпіцій Претекстат Servius Sulpicius Praetextatus                          | Луцій Квінкцій Цинціннат (втретє) Lucius Quinctius Cincinnatus                  | Луцій Квінкцій Цинціннат (втретє) Lucius Quinctius Cincinnatus                           | Гай Квінкцій Цинціннат Gaius Quinctius Cincinnatus                                       | Гай Квінкцій Цинціннат Gaius Quinctius Cincinnatus                                       |                                         |
| 376                                                 | Військові трибуни з консульською владою                                             | Військові трибуни з консульською владою                                             | Військові трибуни з консульською владою                                         | Військові трибуни з консульською владою                                                  | Військові трибуни з консульською владою                                                  | Військові трибуни з консульською владою                                                  |                                         |
| 376                                                 | Луцій Папірій Красс (вдруге) Lucius Papirius Crassus                                | Луцій Папірій Красс (вдруге) Lucius Papirius Crassus                                | Луцій Папірій Красс (вдруге) Lucius Papirius Crassus                            | Ліціній Мененій Ланат (вчетверте) Licinus Menenius Lanatus                               | Ліціній Мененій Ланат (вчетверте) Licinus Menenius Lanatus                               | Ліціній Мененій Ланат (вчетверте) Licinus Menenius Lanatus                               |                                         |
| 376                                                 | Сервій Корнелій Малугінен (вп'яте) Servius Cornelius Maluginensis                   | Сервій Корнелій Малугінен (вп'яте) Servius Cornelius Maluginensis                   | Сервій Корнелій Малугінен (вп'яте) Servius Cornelius Maluginensis               | Сервій Сульпіцій Претекстат (вдруге) Servius Sulpicius Praetextatus                      | Сервій Сульпіцій Претекстат (вдруге) Servius Sulpicius Praetextatus                      | Сервій Сульпіцій Претекстат (вдруге) Servius Sulpicius Praetextatus                      |                                         |
| 375-371                                             | Відсутність куріальних посадових осіб                                               | Відсутність куріальних посадових осіб                                               | Відсутність куріальних посадових осіб                                           | Відсутність куріальних посадових осіб                                                    | Відсутність куріальних посадових осіб                                                    | Відсутність куріальних посадових осіб                                                    |                                         |
| 370                                                 | Військові трибуни з консульською владою                                             | Військові трибуни з консульською владою                                             | Військові трибуни з консульською владою                                         | Військові трибуни з консульською владою                                                  | Військові трибуни з консульською владою                                                  | Військові трибуни з консульською владою                                                  |                                         |
| 370                                                 | Авл Манлій Капітолін (вчетверте) Aulus Manlius Capitolinus                          | Авл Манлій Капітолін (вчетверте) Aulus Manlius Capitolinus                          | Луцій Фурій Медуллін (вдруге) Lucius Furius Medullinus                          | Луцій Фурій Медуллін (вдруге) Lucius Furius Medullinus                                   | Сервій Сульпіцій Претекстат (втретє) Servius Sulpicius Praetextatus                      | Сервій Сульпіцій Претекстат (втретє) Servius Sulpicius Praetextatus                      |                                         |
| 370                                                 | Сервій Корнелій Малугінен (вшосте) Servius Cornelius Maluginensis                   | Сервій Корнелій Малугінен (вшосте) Servius Cornelius Maluginensis                   | Гай Валерій Потіт Gaius Valerius Potitus                                        | Гай Валерій Потіт Gaius Valerius Potitus                                                 | Публій Валерій Потіт Публікола (вп'яте) Publius Valerius Potitus Publicola               | Публій Валерій Потіт Публікола (вп'яте) Publius Valerius Potitus Publicola               |                                         |
| 369                                                 | Військові трибуни з консульською владою                                             | Військові трибуни з консульською владою                                             | Військові трибуни з консульською владою                                         | Військові трибуни з консульською владою                                                  | Військові трибуни з консульською владою                                                  | Військові трибуни з консульською владою                                                  |                                         |
| 369                                                 | Квінт Сервілій Фіденат (втретє) Quintus Servilius Fidenas                           | Квінт Сервілій Фіденат (втретє) Quintus Servilius Fidenas                           | Гай Ветурій Красс Цікурін (вдруге) Gaius Veturius Crassus Cicurinus             | Гай Ветурій Красс Цікурін (вдруге) Gaius Veturius Crassus Cicurinus                      | Авл Корнелій Косс Aulus Cornelius Cossus                                                 | Авл Корнелій Косс Aulus Cornelius Cossus                                                 |                                         |
| 369                                                 | Марк Корнелій Малугінен (вперше) Marcus Cornelius Maluginensis                      | Марк Корнелій Малугінен (вперше) Marcus Cornelius Maluginensis                      | Квінт Квінкцій Цинціннат Quintus Quinctius Cincinnatus                          | Квінт Квінкцій Цинціннат Quintus Quinctius Cincinnatus                                   | Марк Фабій Амбуст (вдруге) Marcus Fabius Ambustus                                        | Марк Фабій Амбуст (вдруге) Marcus Fabius Ambustus                                        |                                         |
| 368                                                 | Військові трибуни з консульською владою                                             | Військові трибуни з консульською владою                                             | Військові трибуни з консульською владою                                         | Військові трибуни з консульською владою                                                  | Військові трибуни з консульською владою                                                  | Військові трибуни з консульською владою                                                  |                                         |
| 368                                                 | Сервій Корнелій Малугінен (всьоме) Servius Cornelius Maluginensis                   | Сервій Корнелій Малугінен (всьоме) Servius Cornelius Maluginensis                   | Сервій Сульпіцій Претекстат (вчетверте) Servius Sulpicius Praetextatus          | Сервій Сульпіцій Претекстат (вчетверте) Servius Sulpicius Praetextatus                   | Спурій Сервілій Структ Spurius Servilius Structus                                        | Спурій Сервілій Структ Spurius Servilius Structus                                        |                                         |
| 368                                                 | Тит Квінкцій Цинциннат Капітолін Titus Quinctius Cincinnatus Capitolinus </ small > | Тит Квінкцій Цинциннат Капітолін Titus Quinctius Cincinnatus Capitolinus </ small > | Луцій Папірій Красс Lucius Papirius Crassus                                     | Луцій Папірій Красс Lucius Papirius Crassus                                              | Луцій Ветурій Красс Цікурін Lucius Veturius Crassus Cicurinus                            | Луцій Ветурій Красс Цікурін Lucius Veturius Crassus Cicurinus                            |                                         |
| 367                                                 | Військові трибуни з консульською владою                                             | Військові трибуни з консульською владою                                             | Військові трибуни з консульською владою                                         | Військові трибуни з консульською владою                                                  | Військові трибуни з консульською владою                                                  | Військові трибуни з консульською владою                                                  |                                         |
| 367                                                 | Авл Корнелій Косс (вдруге) Aulus Cornelius Cossus                                   | Авл Корнелій Косс (вдруге) Aulus Cornelius Cossus                                   | Марк Корнелій Малугінен (вдруге) Marcus Cornelius Maluginensis                  | Марк Корнелій Малугінен (вдруге) Marcus Cornelius Maluginensis                           | Марк Геганій Мацерін Marcus Geganius Macerinus                                           | Марк Геганій Мацерін Marcus Geganius Macerinus                                           |                                         |
| 367                                                 | Публій Манлій Капітолін (вдруге) Publius Manlius Capitolinus                        | Публій Манлій Капітолін (вдруге) Publius Manlius Capitolinus                        | Луцій Ветурій Красс Цікурін (вдруге) Lucius Veturius Crassus Cicurinus          | Луцій Ветурій Красс Цікурін (вдруге) Lucius Veturius Crassus Cicurinus                   | Публій Валерій Потіт Публікола (вшосте) Publius Valerius Potitus Publicola               | Публій Валерій Потіт Публікола (вшосте) Publius Valerius Potitus Publicola               |                                         |
| 366                                                 | Луцій Емілій Мамерцін Lucius Aemilius Mamercinus                                    | Луцій Емілій Мамерцін Lucius Aemilius Mamercinus                                    | Луцій Емілій Мамерцін Lucius Aemilius Mamercinus                                | Луцій Секстій Латеран Lucius Sextius Lateranus                                           | Луцій Секстій Латеран Lucius Sextius Lateranus                                           | Луцій Секстій Латеран Lucius Sextius Lateranus                                           |                                         |
| 365                                                 | Луцій Генуцій Авентіненс Lucius Genucius Aventinensis                               | Луцій Генуцій Авентіненс Lucius Genucius Aventinensis                               | Луцій Генуцій Авентіненс Lucius Genucius Aventinensis                           | Квінт Сервілій Агала Quintus Servilius Ahala                                             | Квінт Сервілій Агала Quintus Servilius Ahala                                             | Квінт Сервілій Агала Quintus Servilius Ahala                                             |                                         |
| 364                                                 | Гай Сульпіцій Петік Gaius Sulpicius Peticus                                         | Гай Сульпіцій Петік Gaius Sulpicius Peticus                                         | Гай Сульпіцій Петік Gaius Sulpicius Peticus                                     | Гай Ліциній Кальв Gaius Licinius Calvus                                                  | Гай Ліциній Кальв Gaius Licinius Calvus                                                  | Гай Ліциній Кальв Gaius Licinius Calvus                                                  |                                         |
| 363                                                 | Гней Генуцій Авентінс Gnaeus Genucius Aventinensis                                  | Гней Генуцій Авентінс Gnaeus Genucius Aventinensis                                  | Гней Генуцій Авентінс Gnaeus Genucius Aventinensis                              | Луцій Емілій Мамерцін (вдруге) Lucius Aemilius Mamercinus                                | Луцій Емілій Мамерцін (вдруге) Lucius Aemilius Mamercinus                                | Луцій Емілій Мамерцін (вдруге) Lucius Aemilius Mamercinus                                |                                         |
| 362                                                 | Квінт Сервілій Агала (вдруге) Quintus Servilius Ahala                               | Квінт Сервілій Агала (вдруге) Quintus Servilius Ahala                               | Квінт Сервілій Агала (вдруге) Quintus Servilius Ahala                           | Луцій Генуцій Авентіненс (вдруге) Lucius Genucius Aventinensis                           | Луцій Генуцій Авентіненс (вдруге) Lucius Genucius Aventinensis                           | Луцій Генуцій Авентіненс (вдруге) Lucius Genucius Aventinensis                           |                                         |
| 361                                                 | Гай Ліциній Кальв Столон Gaius Licinius Calvus                                      | Гай Ліциній Кальв Столон Gaius Licinius Calvus                                      | Гай Ліциній Кальв Столон Gaius Licinius Calvus                                  | Гай Сульпіцій Петік (вдруге) Gaius Sulpicius Peticus                                     | Гай Сульпіцій Петік (вдруге) Gaius Sulpicius Peticus                                     | Гай Сульпіцій Петік (вдруге) Gaius Sulpicius Peticus                                     |                                         |
| 360                                                 | Марк Фабій Амбуст Marcus Fabius Ambustus                                            | Марк Фабій Амбуст Marcus Fabius Ambustus                                            | Марк Фабій Амбуст Marcus Fabius Ambustus                                        | Гай Петелій Лібон Візол Gaius Poetelius Libo Visolus                                     | Гай Петелій Лібон Візол Gaius Poetelius Libo Visolus                                     | Гай Петелій Лібон Візол Gaius Poetelius Libo Visolus                                     |                                         |
| 359                                                 | Марк Попілій Ленат Marcus Popillius Laenas                                          | Марк Попілій Ленат Marcus Popillius Laenas                                          | Марк Попілій Ленат Marcus Popillius Laenas                                      | Гней Манлій Капітолін Імперіос Gnaeus Manlius Capitolinus Imperiosus                     | Гней Манлій Капітолін Імперіос Gnaeus Manlius Capitolinus Imperiosus                     | Гней Манлій Капітолін Імперіос Gnaeus Manlius Capitolinus Imperiosus                     |                                         |
| 358                                                 | Гай Фабій Амбуст Gaius Fabius Ambustus                                              | Гай Фабій Амбуст Gaius Fabius Ambustus                                              | Гай Фабій Амбуст Gaius Fabius Ambustus                                          | Гай Плавцій Прокул Gaius Plautius Proculus                                               | Гай Плавцій Прокул Gaius Plautius Proculus                                               | Гай Плавцій Прокул Gaius Plautius Proculus                                               |                                         |
| 357                                                 | Гай Марцій Рутіл Gaius Marcius Rutilus                                              | Гай Марцій Рутіл Gaius Marcius Rutilus                                              | Гай Марцій Рутіл Gaius Marcius Rutilus                                          | Гней Манлій Капітолін Імперіос (вдруге) Gnaeus Manlius Capitolinus Imperiosus            | Гней Манлій Капітолін Імперіос (вдруге) Gnaeus Manlius Capitolinus Imperiosus            | Гней Манлій Капітолін Імперіос (вдруге) Gnaeus Manlius Capitolinus Imperiosus            |                                         |
| 356                                                 | Марк Фабій Амбуст (вдруге) Marcus Fabius Ambustus                                   | Марк Фабій Амбуст (вдруге) Marcus Fabius Ambustus                                   | Марк Фабій Амбуст (вдруге) Marcus Fabius Ambustus                               | Марк Попілій Ленат (вдруге) Marcus Popillius Laenas                                      | Марк Попілій Ленат (вдруге) Marcus Popillius Laenas                                      | Марк Попілій Ленат (вдруге) Marcus Popillius Laenas                                      |                                         |
| 355                                                 | Гай Сульпіцій Петік (втретє) Gaius Sulpicius Peticus                                | Гай Сульпіцій Петік (втретє) Gaius Sulpicius Peticus                                | Гай Сульпіцій Петік (втретє) Gaius Sulpicius Peticus                            | Марк Валерій Публікола Marcus Valerius Publicola                                         | Марк Валерій Публікола Marcus Valerius Publicola                                         | Марк Валерій Публікола Marcus Valerius Publicola                                         |                                         |
| 354                                                 | Марк Фабій Амбуст (втретє) Marcus Fabius Ambustus                                   | Марк Фабій Амбуст (втретє) Marcus Fabius Ambustus                                   | Марк Фабій Амбуст (втретє) Marcus Fabius Ambustus                               | Тит Квінкцій Пен Капітолін Криспін Titus Quinctius Pennus Capitolinus Crispinus          | Тит Квінкцій Пен Капітолін Криспін Titus Quinctius Pennus Capitolinus Crispinus          | Тит Квінкцій Пен Капітолін Криспін Titus Quinctius Pennus Capitolinus Crispinus          |                                         |
| 353                                                 | Гай Сульпіцій Петік (вчетверте) Gaius Sulpicius Peticus                             | Гай Сульпіцій Петік (вчетверте) Gaius Sulpicius Peticus                             | Гай Сульпіцій Петік (вчетверте) Gaius Sulpicius Peticus                         | Марк Валерій Публікола (вдруге) Marcus Valerius Publicola                                | Марк Валерій Публікола (вдруге) Marcus Valerius Publicola                                | Марк Валерій Публікола (вдруге) Marcus Valerius Publicola                                |                                         |
| 352                                                 | Публій Валерій Публікола Publius Valerius Publicola                                 | Публій Валерій Публікола Publius Valerius Publicola                                 | Публій Валерій Публікола Publius Valerius Publicola                             | Гай Марцій Рутіл (вдруге) Gaius Marcius Rutilus                                          | Гай Марцій Рутіл (вдруге) Gaius Marcius Rutilus                                          | Гай Марцій Рутіл (вдруге) Gaius Marcius Rutilus                                          |                                         |
| 351                                                 | Гай Сульпіцій Петік (вп'яте) Gaius Sulpicius Peticus                                | Гай Сульпіцій Петік (вп'яте) Gaius Sulpicius Peticus                                | Гай Сульпіцій Петік (вп'яте) Gaius Sulpicius Peticus                            | Тит Квінкцій Пен Капітолін Криспін (вдруге) Titus Quinctius Pennus Capitolinus Crispinus | Тит Квінкцій Пен Капітолін Криспін (вдруге) Titus Quinctius Pennus Capitolinus Crispinus | Тит Квінкцій Пен Капітолін Криспін (вдруге) Titus Quinctius Pennus Capitolinus Crispinus |                                         |
| 350                                                 | Марк Попілій Ленат (втретє) Marcus Popillius Laenas                                 | Марк Попілій Ленат (втретє) Marcus Popillius Laenas                                 | Марк Попілій Ленат (втретє) Marcus Popillius Laenas                             | Луцій Корнелій Сципіон Lucius Cornelius Scipio                                           | Луцій Корнелій Сципіон Lucius Cornelius Scipio                                           | Луцій Корнелій Сципіон Lucius Cornelius Scipio                                           |                                         |
| 349                                                 | Луцій Фурій Камілл Lucius Furius Camillus                                           | Луцій Фурій Камілл Lucius Furius Camillus                                           | Луцій Фурій Камілл Lucius Furius Camillus                                       | Аппій Клавдій Красс Інрегілленс Appius Claudius Crassus Inregillensis                    | Аппій Клавдій Красс Інрегілленс Appius Claudius Crassus Inregillensis                    | Аппій Клавдій Красс Інрегілленс Appius Claudius Crassus Inregillensis                    |                                         |
| або                                                 | Марк Емілій Marcus Aemilius                                                         | Марк Емілій Marcus Aemilius                                                         | Марк Емілій Marcus Aemilius                                                     | Тіт Квінкцій Titus Quinctius                                                             | Тіт Квінкцій Titus Quinctius                                                             | Тіт Квінкцій Titus Quinctius                                                             |                                         |
| 348                                                 | Марк Валерій Максим Корв Marcus Valerius Corvus                                     | Марк Валерій Максим Корв Marcus Valerius Corvus                                     | Марк Валерій Максим Корв Marcus Valerius Corvus                                 | Марк Попіллій Ленат (вчетверте) Marcus Popillius Laenas                                  | Марк Попіллій Ленат (вчетверте) Marcus Popillius Laenas                                  | Марк Попіллій Ленат (вчетверте) Marcus Popillius Laenas                                  |                                         |
| 347                                                 | Гай Плавцій Веннон Gaius Plautius Venno                                             | Гай Плавцій Веннон Gaius Plautius Venno                                             | Гай Плавцій Веннон Gaius Plautius Venno                                         | Тит Манлій Імперіос Торкват Titus Manlius Imperiosus Torquatus                           | Тит Манлій Імперіос Торкват Titus Manlius Imperiosus Torquatus                           | Тит Манлій Імперіос Торкват Titus Manlius Imperiosus Torquatus                           |                                         |
| 346                                                 | Марк Валерій Максим Корв (вдруге) Marcus Valerius Corvus                            | Марк Валерій Максим Корв (вдруге) Marcus Valerius Corvus                            | Марк Валерій Максим Корв (вдруге) Marcus Valerius Corvus                        | Гай Петелій Лібон Візол Gaius Poetelius Libo Visolus                                     | Гай Петелій Лібон Візол Gaius Poetelius Libo Visolus                                     | Гай Петелій Лібон Візол Gaius Poetelius Libo Visolus                                     |                                         |
| 345                                                 | Марк Фабій Дорсуон Marcus Fabius Dorsuo                                             | Марк Фабій Дорсуон Marcus Fabius Dorsuo                                             | Марк Фабій Дорсуон Marcus Fabius Dorsuo                                         | Сервій Сульпіцій Камерін Руф Servius Sulpicius Camerinus Rufus                           | Сервій Сульпіцій Камерін Руф Servius Sulpicius Camerinus Rufus                           | Сервій Сульпіцій Камерін Руф Servius Sulpicius Camerinus Rufus                           |                                         |
| 344                                                 | Гай Марцій Рутіл (втретє) Gaius Marcius Rutilus                                     | Гай Марцій Рутіл (втретє) Gaius Marcius Rutilus                                     | Гай Марцій Рутіл (втретє) Gaius Marcius Rutilus                                 | Тит Манлій Імперіос Торкват (вдруге) Titus Manlius Imperiosus Torquatus                  | Тит Манлій Імперіос Торкват (вдруге) Titus Manlius Imperiosus Torquatus                  | Тит Манлій Імперіос Торкват (вдруге) Titus Manlius Imperiosus Torquatus                  |                                         |
| 343                                                 | Марк Валерій Максим Корв (втретє) Marcus Valerius Corvus                            | Марк Валерій Максим Корв (втретє) Marcus Valerius Corvus                            | Марк Валерій Максим Корв (втретє) Marcus Valerius Corvus                        | Авл Корнелій Косс Арвіна Aulus Cornelius Cossus Arvina                                   | Авл Корнелій Косс Арвіна Aulus Cornelius Cossus Arvina                                   | Авл Корнелій Косс Арвіна Aulus Cornelius Cossus Arvina                                   |                                         |
| 342                                                 | Квінт Сервілій Агала Quintus Servilius Ahala                                        | Квінт Сервілій Агала Quintus Servilius Ahala                                        | Квінт Сервілій Агала Quintus Servilius Ahala                                    | Гай Марцій Рутіл (вчетверте) Gaius Marcius Rutilus                                       | Гай Марцій Рутіл (вчетверте) Gaius Marcius Rutilus                                       | Гай Марцій Рутіл (вчетверте) Gaius Marcius Rutilus                                       |                                         |
| 341                                                 | Гай Плавцій Веннон (вдруге) Gaius Plautius Venno                                    | Гай Плавцій Веннон (вдруге) Gaius Plautius Venno                                    | Гай Плавцій Веннон (вдруге) Gaius Plautius Venno                                | Луцій Емілій Мамерцін Привернат Lucius Aemilius Mamercinus Privernas                     | Луцій Емілій Мамерцін Привернат Lucius Aemilius Mamercinus Privernas                     | Луцій Емілій Мамерцін Привернат Lucius Aemilius Mamercinus Privernas                     |                                         |
| 340                                                 | Тит Манлій Імперіос Торкват (втретє) Titus Manlius Imperiosus Torquatus             | Тит Манлій Імперіос Торкват (втретє) Titus Manlius Imperiosus Torquatus             | Тит Манлій Імперіос Торкват (втретє) Titus Manlius Imperiosus Torquatus         | Публій Децій Мус Publius Decius Mus                                                      | Публій Децій Мус Publius Decius Mus                                                      | Публій Децій Мус Publius Decius Mus                                                      |                                         |
| 339                                                 | Тиберій Емілій Мамерцін Tiberius Aemilius Mamercinus                                | Тиберій Емілій Мамерцін Tiberius Aemilius Mamercinus                                | Тиберій Емілій Мамерцін Tiberius Aemilius Mamercinus                            | Квінт Публілій Філон Quintus Publilius Philo                                             | Квінт Публілій Філон Quintus Publilius Philo                                             | Квінт Публілій Філон Quintus Publilius Philo                                             |                                         |
| 338                                                 | Луцій Фурій Камілл Lucius Furius Camillus                                           | Луцій Фурій Камілл Lucius Furius Camillus                                           | Луцій Фурій Камілл Lucius Furius Camillus                                       | Гай Меній Gaius Maenius                                                                  | Гай Меній Gaius Maenius                                                                  | Гай Меній Gaius Maenius                                                                  |                                         |
| 337                                                 | Гай Сульпіцій Лонг Gaius Sulpicius Longus                                           | Гай Сульпіцій Лонг Gaius Sulpicius Longus                                           | Гай Сульпіцій Лонг Gaius Sulpicius Longus                                       | Публій Елій Пет Publius Aelius Paetus                                                    | Публій Елій Пет Publius Aelius Paetus                                                    | Публій Елій Пет Publius Aelius Paetus                                                    |                                         |
| 336                                                 | Луцій Папірій Красс Lucius Papirius Crassus                                         | Луцій Папірій Красс Lucius Papirius Crassus                                         | Луцій Папірій Красс Lucius Papirius Crassus                                     | Цезон Дуілій Kaeso Duillius                                                              | Цезон Дуілій Kaeso Duillius                                                              | Цезон Дуілій Kaeso Duillius                                                              |                                         |
| 335                                                 | Марк Атілій Регул Кален Marcus Atilius Regulus Calenus                              | Марк Атілій Регул Кален Marcus Atilius Regulus Calenus                              | Марк Атілій Регул Кален Marcus Atilius Regulus Calenus                          | Марк Валерій Максим Корв (вчетверте) Marcus Valerius Corvus                              | Марк Валерій Максим Корв (вчетверте) Marcus Valerius Corvus                              | Марк Валерій Максим Корв (вчетверте) Marcus Valerius Corvus                              |                                         |
| 334                                                 | Спурій Постум Альбін Spurius Postumius Albinus                                      | Спурій Постум Альбін Spurius Postumius Albinus                                      | Спурій Постум Альбін Spurius Postumius Albinus                                  | Тіт Ветурій Кальвін Titus Veturius Calvinus                                              | Тіт Ветурій Кальвін Titus Veturius Calvinus                                              | Тіт Ветурій Кальвін Titus Veturius Calvinus                                              |                                         |
| 333                                                 | Диктатор: Публій Корнелій Руфін Publius Cornelius Rufinus                           | Диктатор: Публій Корнелій Руфін Publius Cornelius Rufinus                           | Диктатор: Публій Корнелій Руфін Publius Cornelius Rufinus                       | Диктатор: Публій Корнелій Руфін Publius Cornelius Rufinus                                | Диктатор: Публій Корнелій Руфін Publius Cornelius Rufinus                                | Диктатор: Публій Корнелій Руфін Publius Cornelius Rufinus                                |                                         |
| 332                                                 | Гней Доміцій Кальвін Gnaeus Domitius Calvinus                                       | Гней Доміцій Кальвін Gnaeus Domitius Calvinus                                       | Гней Доміцій Кальвін Gnaeus Domitius Calvinus                                   | Авл Корнелій Косс Арвіна (вдруге) Aulus Cornelius Cossus Arvina                          | Авл Корнелій Косс Арвіна (вдруге) Aulus Cornelius Cossus Arvina                          | Авл Корнелій Косс Арвіна (вдруге) Aulus Cornelius Cossus Arvina                          |                                         |
| 331                                                 | Гай Валерій Потіт Gaius Valerius Potitus                                            | Гай Валерій Потіт Gaius Valerius Potitus                                            | Гай Валерій Потіт Gaius Valerius Potitus                                        | Марк Клавдій Марцелл Marcus Claudius Marcellus                                           | Марк Клавдій Марцелл Marcus Claudius Marcellus                                           | Марк Клавдій Марцелл Marcus Claudius Marcellus                                           |                                         |
| 330                                                 | Луцій Папірій Красс (вдруге) Lucius Papirius Crassus                                | Луцій Папірій Красс (вдруге) Lucius Papirius Crassus                                | Луцій Папірій Красс (вдруге) Lucius Papirius Crassus                            | Луцій Плавцій Веннон Lucius Plautius Venno                                               | Луцій Плавцій Веннон Lucius Plautius Venno                                               | Луцій Плавцій Веннон Lucius Plautius Venno                                               |                                         |
| 329                                                 | Луцій Емілій Мамерцін Привернат (вдруге) Lucius Aemilius Mamercinus Privernas       | Луцій Емілій Мамерцін Привернат (вдруге) Lucius Aemilius Mamercinus Privernas       | Луцій Емілій Мамерцін Привернат (вдруге) Lucius Aemilius Mamercinus Privernas   | Гай Плавцій Деціан Gaius Plautius Decianus                                               | Гай Плавцій Деціан Gaius Plautius Decianus                                               | Гай Плавцій Деціан Gaius Plautius Decianus                                               |                                         |
| 328                                                 | Публій Плавцій Прокул Publius Plautius Proculus                                     | Публій Плавцій Прокул Publius Plautius Proculus                                     | Публій Плавцій Прокул Publius Plautius Proculus                                 | Публій Корнелій Скапула Publius Cornelius Scapula                                        | Публій Корнелій Скапула Publius Cornelius Scapula                                        | Публій Корнелій Скапула Publius Cornelius Scapula                                        |                                         |
| або                                                 | Гай Плавцій Деціан (вдруге) Gaius Plautius Decianus                                 | Гай Плавцій Деціан (вдруге) Gaius Plautius Decianus                                 | Гай Плавцій Деціан (вдруге) Gaius Plautius Decianus                             | Публій Корнелій Сципіон Барбат Publius Cornelius Scipio Barbatus                         | Публій Корнелій Сципіон Барбат Publius Cornelius Scipio Barbatus                         | Публій Корнелій Сципіон Барбат Publius Cornelius Scipio Barbatus                         |                                         |
| або                                                 | Публій Корнелій Publius Cornelius                                                   | Публій Корнелій Publius Cornelius                                                   | Публій Корнелій Publius Cornelius                                               | Авл Постумій Aulus Postumius                                                             | Авл Постумій Aulus Postumius                                                             | Авл Постумій Aulus Postumius                                                             |                                         |
| 327                                                 | Луцій Корнелій Лентул Lucius Cornelius Lentulus                                     | Луцій Корнелій Лентул Lucius Cornelius Lentulus                                     | Луцій Корнелій Лентул Lucius Cornelius Lentulus                                 | Квінт Публілій Філон (вдруге) Quintus Publilius Philo                                    | Квінт Публілій Філон (вдруге) Quintus Publilius Philo                                    | Квінт Публілій Філон (вдруге) Quintus Publilius Philo                                    |                                         |
| 326                                                 | Гай Петелій Лібон Візол (вдруге) Gaius Poetelius Libo Visolus                       | Гай Петелій Лібон Візол (вдруге) Gaius Poetelius Libo Visolus                       | Гай Петелій Лібон Візол (вдруге) Gaius Poetelius Libo Visolus                   | Луцій Папірій Курсор Lucius Papirius Cursor                                              | Луцій Папірій Курсор Lucius Papirius Cursor                                              | Луцій Папірій Курсор Lucius Papirius Cursor                                              |                                         |
| 325                                                 | Луцій Фурій Камілл (вдруге) Lucius Furius Camillus                                  | Луцій Фурій Камілл (вдруге) Lucius Furius Camillus                                  | Луцій Фурій Камілл (вдруге) Lucius Furius Camillus                              | Децим Юній Брут Сцева Decimus Iunius Brutus Scaeva                                       | Децим Юній Брут Сцева Decimus Iunius Brutus Scaeva                                       | Децим Юній Брут Сцева Decimus Iunius Brutus Scaeva                                       |                                         |
| 324                                                 | Диктатор: Луцій Папірій Курсор Lucius Papirius Cursor                               | Диктатор: Луцій Папірій Курсор Lucius Papirius Cursor                               | Диктатор: Луцій Папірій Курсор Lucius Papirius Cursor                           | Диктатор: Луцій Папірій Курсор Lucius Papirius Cursor                                    | Диктатор: Луцій Папірій Курсор Lucius Papirius Cursor                                    | Диктатор: Луцій Папірій Курсор Lucius Papirius Cursor                                    |                                         |
| 323                                                 | Гай Сульпіцій Лонг (вдруге) Gaius Sulpicius Longus                                  | Гай Сульпіцій Лонг (вдруге) Gaius Sulpicius Longus                                  | Гай Сульпіцій Лонг (вдруге) Gaius Sulpicius Longus                              | Квінт Авлій Церретан Quintus Aulius Cerretanus                                           | Квінт Авлій Церретан Quintus Aulius Cerretanus                                           | Квінт Авлій Церретан Quintus Aulius Cerretanus                                           |                                         |
| 322                                                 | Квінт Фабій Максим Рулліан Quintus Fabius Maximus Rullianus                         | Квінт Фабій Максим Рулліан Quintus Fabius Maximus Rullianus                         | Квінт Фабій Максим Рулліан Quintus Fabius Maximus Rullianus                     | Луцій Фульвій Курв Lucius Fulvius Curvus                                                 | Луцій Фульвій Курв Lucius Fulvius Curvus                                                 | Луцій Фульвій Курв Lucius Fulvius Curvus                                                 |                                         |
| 321                                                 | Спурій Постум Альбін (вдруге) Spurius Postumius Albinus                             | Спурій Постум Альбін (вдруге) Spurius Postumius Albinus                             | Спурій Постум Альбін (вдруге) Spurius Postumius Albinus                         | Тіт Ветурій Кальвін (вдруге) Titus Veturius Calvinus                                     | Тіт Ветурій Кальвін (вдруге) Titus Veturius Calvinus                                     | Тіт Ветурій Кальвін (вдруге) Titus Veturius Calvinus                                     |                                         |
| 320                                                 | Луцій Папірій Курсор (вдруге) Lucius Papirius Cursor                                | Луцій Папірій Курсор (вдруге) Lucius Papirius Cursor                                | Луцій Папірій Курсор (вдруге) Lucius Papirius Cursor                            | Квінт Публілій Філон (втретє) Quintus Publilius Philo                                    | Квінт Публілій Філон (втретє) Quintus Publilius Philo                                    | Квінт Публілій Філон (втретє) Quintus Publilius Philo                                    |                                         |
| 319                                                 | Луцій Папірій Курсор (втретє) Lucius Papirius Cursor                                | Луцій Папірій Курсор (втретє) Lucius Papirius Cursor                                | Луцій Папірій Курсор (втретє) Lucius Papirius Cursor                            | Квінт Авлій Церретан (вдруге) Quintus Aulius Cerretanus                                  | Квінт Авлій Церретан (вдруге) Quintus Aulius Cerretanus                                  | Квінт Авлій Церретан (вдруге) Quintus Aulius Cerretanus                                  |                                         |
| 318                                                 | Марк Фослій Флакцінатор Marcus Foslius Flaccinator                                  | Марк Фослій Флакцінатор Marcus Foslius Flaccinator                                  | Марк Фослій Флакцінатор Marcus Foslius Flaccinator                              | Луцій Плавцій Веннон Lucius Plautius Venno                                               | Луцій Плавцій Веннон Lucius Plautius Venno                                               | Луцій Плавцій Веннон Lucius Plautius Venno                                               |                                         |
| 317                                                 | Гай Юній Брут Бубульк Gaius Iunius Bubulcus Brutus                                  | Гай Юній Брут Бубульк Gaius Iunius Bubulcus Brutus                                  | Гай Юній Брут Бубульк Gaius Iunius Bubulcus Brutus                              | Квінт Емілій Барбула Quintus Aemilius Barbula                                            | Квінт Емілій Барбула Quintus Aemilius Barbula                                            | Квінт Емілій Барбула Quintus Aemilius Barbula                                            |                                         |
| 316                                                 | Спурій Навцій Рутіл Spurius Nautius Rutilus                                         | Спурій Навцій Рутіл Spurius Nautius Rutilus                                         | Спурій Навцій Рутіл Spurius Nautius Rutilus                                     | Марк Попіллій Ленат Marcus Popillius Laenas                                              | Марк Попіллій Ленат Marcus Popillius Laenas                                              | Марк Попіллій Ленат Marcus Popillius Laenas                                              |                                         |
| 315                                                 | Луцій Папірій Курсор (вчетверте) Lucius Papirius Cursor                             | Луцій Папірій Курсор (вчетверте) Lucius Papirius Cursor                             | Луцій Папірій Курсор (вчетверте) Lucius Papirius Cursor                         | Квінт Публілій Філон (вчетверте) Quintus Publilius Philo                                 | Квінт Публілій Філон (вчетверте) Quintus Publilius Philo                                 | Квінт Публілій Філон (вчетверте) Quintus Publilius Philo                                 |                                         |
| 314                                                 | Марк Петелій Лібон Marcus Poetelius Libo                                            | Марк Петелій Лібон Marcus Poetelius Libo                                            | Марк Петелій Лібон Marcus Poetelius Libo                                        | Гай Сульпіцій Лонг (втретє) Gaius Sulpicius Longus                                       | Гай Сульпіцій Лонг (втретє) Gaius Sulpicius Longus                                       | Гай Сульпіцій Лонг (втретє) Gaius Sulpicius Longus                                       |                                         |
| 313                                                 | Луцій Папірій Курсор (вп'яте) Lucius Papirius Cursor                                | Луцій Папірій Курсор (вп'яте) Lucius Papirius Cursor                                | Луцій Папірій Курсор (вп'яте) Lucius Papirius Cursor                            | Гай Юній Брут Бубульк (вдруге) Gaius Iunius Bubulcus Brutus                              | Гай Юній Брут Бубульк (вдруге) Gaius Iunius Bubulcus Brutus                              | Гай Юній Брут Бубульк (вдруге) Gaius Iunius Bubulcus Brutus                              |                                         |
| 312                                                 | Марк Валерій Максим Корвін Marcus Valerius Maximus Corvinus                         | Марк Валерій Максим Корвін Marcus Valerius Maximus Corvinus                         | Марк Валерій Максим Корвін Marcus Valerius Maximus Corvinus                     | Публій Децій Мус Publius Decius Mus                                                      | Публій Децій Мус Publius Decius Mus                                                      | Публій Децій Мус Publius Decius Mus                                                      |                                         |
| 311                                                 | Гай Юній Брут Бубульк (втретє) Gaius Iunius Bubulcus Brutus                         | Гай Юній Брут Бубульк (втретє) Gaius Iunius Bubulcus Brutus                         | Гай Юній Брут Бубульк (втретє) Gaius Iunius Bubulcus Brutus                     | Квінт Емілій Барбула (вдруге) Quintus Aemilius Barbula                                   | Квінт Емілій Барбула (вдруге) Quintus Aemilius Barbula                                   | Квінт Емілій Барбула (вдруге) Quintus Aemilius Barbula                                   |                                         |
| 310                                                 | Квінт Фабій Максим Рулліан (вдруге) Quintus Fabius Maximus Rullianus                | Квінт Фабій Максим Рулліан (вдруге) Quintus Fabius Maximus Rullianus                | Квінт Фабій Максим Рулліан (вдруге) Quintus Fabius Maximus Rullianus            | Гай Марцій Рутіл Цензорін Gaius Marcius Rutilus Censorinus                               | Гай Марцій Рутіл Цензорін Gaius Marcius Rutilus Censorinus                               | Гай Марцій Рутіл Цензорін Gaius Marcius Rutilus Censorinus                               |                                         |
| 309                                                 | Диктатор: Луцій Папірій Курсор Lucius Papirius Cursor                               | Диктатор: Луцій Папірій Курсор Lucius Papirius Cursor                               | Диктатор: Луцій Папірій Курсор Lucius Papirius Cursor                           | Диктатор: Луцій Папірій Курсор Lucius Papirius Cursor                                    | Диктатор: Луцій Папірій Курсор Lucius Papirius Cursor                                    | Диктатор: Луцій Папірій Курсор Lucius Papirius Cursor                                    |                                         |
| 308                                                 | Публій Децій Мус (вдруге) Publius Decius Mus                                        | Публій Децій Мус (вдруге) Publius Decius Mus                                        | Публій Децій Мус (вдруге) Publius Decius Mus                                    | Квінт Фабій Максим Рулліан (втретє) Quintus Fabius Maximus Rullianus                     | Квінт Фабій Максим Рулліан (втретє) Quintus Fabius Maximus Rullianus                     | Квінт Фабій Максим Рулліан (втретє) Quintus Fabius Maximus Rullianus                     |                                         |
| 307                                                 | Аппій Клавдій Цек Appius Claudius Caecus                                            | Аппій Клавдій Цек Appius Claudius Caecus                                            | Аппій Клавдій Цек Appius Claudius Caecus                                        | Луцій Волумній Фламма Віолент Lucius Volumnius Flamma Violens                            | Луцій Волумній Фламма Віолент Lucius Volumnius Flamma Violens                            | Луцій Волумній Фламма Віолент Lucius Volumnius Flamma Violens                            |                                         |
| 306                                                 | Квінт Марцій Тремул Quintus Marcius Tremulus                                        | Квінт Марцій Тремул Quintus Marcius Tremulus                                        | Квінт Марцій Тремул Quintus Marcius Tremulus                                    | Публій Корнелій Арвіна Publius Cornelius Arvina                                          | Публій Корнелій Арвіна Publius Cornelius Arvina                                          | Публій Корнелій Арвіна Publius Cornelius Arvina                                          |                                         |
| 305                                                 | Луцій Постумій Мегелл Lucius Postumius Megellus                                     | Луцій Постумій Мегелл Lucius Postumius Megellus                                     | Луцій Постумій Мегелл Lucius Postumius Megellus                                 | Тиберій Мінуцій Авгурін Tiberius Minucius Augurinus                                      | Тиберій Мінуцій Авгурін Tiberius Minucius Augurinus                                      | Тиберій Мінуцій Авгурін Tiberius Minucius Augurinus                                      |                                         |
| суфект                                              |                                                                                     |                                                                                     |                                                                                 | Марк Фульвій Курв Петін Marcus Fulvius Curvus Paetinus                                   | Марк Фульвій Курв Петін Marcus Fulvius Curvus Paetinus                                   | Марк Фульвій Курв Петін Marcus Fulvius Curvus Paetinus                                   |                                         |
| 304                                                 | Публій Семпроній Соф Publius Sempronius Sophus                                      | Публій Семпроній Соф Publius Sempronius Sophus                                      | Публій Семпроній Соф Publius Sempronius Sophus                                  | Публій Сульпіцій Саверріон Publius Sulpicius Saverrio                                    | Публій Сульпіцій Саверріон Publius Sulpicius Saverrio                                    | Публій Сульпіцій Саверріон Publius Sulpicius Saverrio                                    |                                         |
| 303                                                 | Сервій Корнелій Лентул Servius Cornelius Lentulus                                   | Сервій Корнелій Лентул Servius Cornelius Lentulus                                   | Сервій Корнелій Лентул Servius Cornelius Lentulus                               | Луцій Генуцій Авентіненс Lucius Genucius Aventinensis                                    | Луцій Генуцій Авентіненс Lucius Genucius Aventinensis                                    | Луцій Генуцій Авентіненс Lucius Genucius Aventinensis                                    |                                         |
| 302                                                 | Марк Лівій Дентер Marcus Livius Denter                                              | Марк Лівій Дентер Marcus Livius Denter                                              | Марк Лівій Дентер Marcus Livius Denter                                          | Марк Емілій Павло Marcus Aemilius Paullus                                                | Марк Емілій Павло Marcus Aemilius Paullus                                                | Марк Емілій Павло Marcus Aemilius Paullus                                                |                                         |
| 301                                                 | Диктатор: Марк Валерій Максим Корв Marcus Valerius Corvus                           | Диктатор: Марк Валерій Максим Корв Marcus Valerius Corvus                           | Диктатор: Марк Валерій Максим Корв Marcus Valerius Corvus                       | Диктатор: Марк Валерій Максим Корв Marcus Valerius Corvus                                | Диктатор: Марк Валерій Максим Корв Marcus Valerius Corvus                                | Диктатор: Марк Валерій Максим Корв Marcus Valerius Corvus                                |                                         |

## III століття до н. е.
| Рік    | Перший консул                                                                       | Другий консул                                                                    |
| ------ | ----------------------------------------------------------------------------------- | -------------------------------------------------------------------------------- |
| 300    | Марк Валерій Максим Корв (вп'яте) Marcus Valerius Maximus Corvus                    | Квінт Аппулей Панса Quintus Appuleius Pansa                                      |
| 299    | Марк Фульвій Петін Marcus Fulvius Paetinus                                          | Тит Манлій Торкват Аттік Titus Manlius Torquatus                                 |
| суфект |                                                                                     | Марк Валерій Максим Корв (вшосте) Marcus Valerius Corvus                         |
| 298    | Луцій Корнелій Сципіон Барбат Lucius Cornelius Scipio Barbatus                      | Гней Фульвій Максим Центумал Gnaeus Fulvius Maximus Centumalus                   |
| 297    | Квінт Фабій Максим Рулліан (вчетверте) Quintus Fabius Maximus Rullianus             | Публій Децій Мус (втретє) Publius Decius Mus                                     |
| 296    | Луцій Волумній Фламма Віолент (вдруге) Lucius Volumnius Flamma Violens              | Аппій Клавдій Цек (вдруге) Appius Claudius Caecus                                |
| 295    | Квінт Фабій Максим Рулліан (вп'яте) Quintus Fabius Maximus Rullianus                | Публій Децій Мус (вчетверте) Publius Decius Mus                                  |
| 294    | Луцій Постумій Мегелл (вдруге) Lucius Postumius Megellus                            | Марк Атілій Регул Marcus Atilius Regulus                                         |
| 293    | Луцій Папір Курсор Lucius Papirius Cursor                                           | Спурій Карвілій Максим Spurius Carvilius Maximus                                 |
| 292    | Квінт Фабій Максим Гург Quintus Fabius Maximus Gurges                               | Децим Юній Брут Сцева Decimus Iunius Brutus Scaeva                               |
| 291    | Луцій Постумій Мегелл (втретє) Lucius Postumius Megellus                            | Гай Юній Брут Бубульк Gaius Iunius Brutus Bubulcus                               |
| 290    | Публій Корнелій Руфін Publius Cornelius Rufinus                                     | Маній Курій Дентат Manius Curius Dentatus                                        |
| 289    | Марк Валерій Корвін Максим Marcus Valerius Maximus Corvinus                         | Квінт Цедіцій Ноктуа Quintus Caedicius Noctua                                    |
| 288    | Квінт Марцій Тремул (вдруге) Quintus Marcius Tremulus                               | Публій Корнелій Арвіна (вдруге) Publius Cornelius Arvina                         |
| 287    | Марк Клавдій Марцелл Marcus Claudius Marcellus                                      | Гай Навцій Рутіл Gaius Nautius Rutilus                                           |
| 286    | Марк Валерій Максим Потіт Marcus Valerius Maximus Potitus                           | Гай Елій Пет Gaius Aelius Paetus                                                 |
| 285    | Гай Клавдій Каніна Gaius Claudius Canina                                            | Марк Емілій Лепід Marcus Aemilius Lepidus                                        |
| 284    | Гай Сервілій Тукка Gaius Servilius Tucca                                            | Луцій Цецилій Метелл Дентер Lucius Caecilius Metellus Denter                     |
| суфект |                                                                                     | Маній Курій Дентат (вдруге) Manius Curius Dentatus                               |
| 283    | Публій Корнелій Долабелла Publius Cornelius Dolabella                               | Гней Доміцій Кальвін Максим Gnaeus Domitius Calvinus Maximus                     |
| 282    | Гай Фабрицій Лусцін Gaius Fabricius Luscinus                                        | Квінт Емілій Пап Quintus Aemilius Papus                                          |
| 281    | Луцій Емілій Барбула Lucius Aemilius Barbula                                        | Квінт Марцій Філіп Quintus Marcius Philippus                                     |
| 280    | Публій Валерій Левін Publius Valerius Laevinus                                      | Тіберій Корунканій Tiberius Coruncanius                                          |
| 279    | Публій Сульпіцій Саверріон Publius Sulpicius Saverrio                               | Публій Децій Мус Publius Decius Mus                                              |
| 278    | Гай Фабрицій Лусцін (вдруге) Gaius Fabricius Luscinus                               | Квінт Емілій Пап (вдруге) Quintus Aemilius Papus                                 |
| 277    | Публій Корнелій Руфін (вдруге) Publius Cornelius Rufinus                            | Гай Юній Брут Бубульк (вдруге) Gaius Iunius Brutus Bubulcus                      |
| 276    | Квінт Фабій Максим Гург (вдруге) Quintus Fabius Maximus Gurges                      | Гай Генуцій Клепсіна Gaius Genucius Clepsina                                     |
| 275    | Маній Курій Дентат (втретє) Manius Curius Dentatus                                  | Луцій Корнелій Лентул Кавдін Lucius Cornelius Lentulus Caudinus                  |
| 274    | Маній Курій Дентат (вчетверте) Manius Curius Dentatus                               | Сервій Корнелій Меренда Servius Cornelius Merenda                                |
| 273    | Гай Фабій Дорсуон Ліцин Gaius Fabius Licinus                                        | Гай Клавдій Каніна (вдруге) Gaius Claudius Canina                                |
| 272    | Луцій Папір Курсор (вдруге) Lucius Papirius Cursor                                  | Спурій Карвілій Максим (вдруге) Spurius Carvilius Maximus                        |
| 271    | Цезон Квінкцій Клавд Kaeso Quinctius Claudus                                        | Луцій Генуцій Клепсіна Lucius Genucius Clepsina                                  |
| 270    | Гай Генуцій Клепсіна (вдруге) Gaius Genucius Clepsina                               | Гней Корнелій Блазіон Gnaeus Cornelius Blasio                                    |
| 269    | Гай Фабій Піктор Gaius Fabius Pictor                                                | Квінт Огульній Галл Quintus Ogulnius Gallus                                      |
| 268    | Публій Семпроній Соф Publius Sempronius Sophus                                      | Аппій Клавдій Русс Appius Claudius Russus                                        |
| 267    | Марк Атілій Регул Marcus Atilius Regulus                                            | Луцій Юлій Лібон Lucius Iulius Libo                                              |
| 266    | Децим Юній Пера Decimus Iunius Pera                                                 | Нумерій Фабій Піктор Numerius Fabius Pictor                                      |
| 265    | Квінт Фабій Максим Гург Quintus Fabius Maximus Gurges                               | Луцій Мамілій Вітул Lucius Mamilius Vitulus                                      |
| 264    | Аппій Клавдій Кавдекс Appius Claudius Caudex                                        | Марк Фульвій Флакк Marcus Fulvius Flaccus                                        |
| 263    | Маній Валерій Максим Корвін Мессала Manius Valerius Maximus Corvinus Messalla       | Маній Отацилій Красс Manius Otacilius Crassus                                    |
| 262    | Луцій Постум Мегелл Lucius Postumius Megellus                                       | Квінт Мамілій Вітул Quintus Mamilius Vitulus                                     |
| 261    | Луцій Валерій Флакк Lucius Valerius Flaccus                                         | Тит Отацілій Красс Titus Otacilius Crassus                                       |
| 260    | Гней Корнелій Сципіон Азіна Gnaeus Cornelius Scipio Asina                           | Гай Марк Дуілій Gaius Marcus Duilius                                             |
| 259    | Луцій Корнелій Сципіон Lucius Cornelius Scipio                                      | Гай Аквілій Флор Gaius Aquillius Florus                                          |
| 258    | Авл Атілій Калатін Aulus Atilius Calatinus                                          | Гай Сульпіцій Патеркул Gaius Sulpicius Paterculus                                |
| 257    | Гай Атілій Регул Серран Gaius Atilius Regulus                                       | Гней Корнелій Блазіон (вдруге) Gnaeus Cornelius Blasio                           |
| 256    | Луцій Манлій Вульсон Лонг Lucius Manlius Vulso Longus                               | Квінт Цедіцій Quintus Caedicius                                                  |
| суфект |                                                                                     | Марк Атілій Регул (вдруге) Marcus Atilius Regulus                                |
| 255    | Сервій Фульвій Петін Нобіліор Servius Fulvius Paetinus Nobilior                     | Марк Емілій Павло Marcus Aemilius Paullus                                        |
| 254    | Гней Корнелій Сципіон Азіна (вдруге) Gnaeus Cornelius Scipio Asina                  | Авл Атілій Калатін (вдруге) Aulus Atilius Calatinus                              |
| 253    | Гней Сервілій Цепіон Gnaeus Servilius Caepio                                        | Гай Семпроній Блез (вдруге) Gaius Sempronius Blaesus                             |
| 252    | Гай Аврелій Котта (вдруге) Gaius Aurelius Cotta </ small>                           | Публій Сервілій Гемін Publius Servilius Geminus                                  |
| 251    | Луцій Цецилій Метелл Lucius Caecilius Metellus                                      | Гай Фурій Паціл Gaius Furius Pacilus                                             |
| 250    | Гай Атілій Регул Серран (вдруге) Gaius Atilius Regulus                              | Луцій Манлій Вульсон Лонг (вдруге) Lucius Manlius Vulso Longus                   |
| 249    | Публій Клавдій Пульхр Publius Claudius Pulcher                                      | Луцій Юній Пулл Lucius Iunius Pullus                                             |
| 248    | Гай Аврелій Котта (вдруге) Gaius Aurelius Cotta </ small>                           | Публій Сервілій Гемін (вдруге) Publius Servilius Geminus                         |
| 247    | Луцій Цецилій Метелл (вдруге) Lucius Caecilius Metellus                             | Нумерій Фабій Бутеон Numerius Fabius Buteo                                       |
| 246    | Маній Отацилій Красс (вдруге) Manius Otacilius Crassus                              | Марк Фабій Ліцин Marcus Fabius Licinus                                           |
| 245    | Марк Фабій Бутеон Marcus Fabius Buteo                                               | Гай Атілій Бульб Gaius Atilius Bulbus                                            |
| 244    | Авл Манлій Торкват Аттік Aulus Manlius Torquatus Atticus                            | Гай Семпроній Блез (вдруге) Gaius Sempronius Blaesus                             |
| 243    | Гай Фунданій Фундул Gaius Fundanius Fundulus                                        | Гай Сульпіцій Галл Gaius Sulpicius Gallus                                        |
| 242    | Гай Лутацій Катул Gaius Lutatius Catulus                                            | Авл Постумій Альбін Aulus Postumius Albinus                                      |
| 241    | Авл Манлій Торкват Аттік (вдруге) Aulus Manlius Torquatus Atticus                   | Квінт Лутацій Церкон Quintus Lutatius Cerco                                      |
| 240    | Гай Клавдій Центон Gaius Claudius Centho                                            | Марк Семпроній Тудітан Marcus Sempronius Tuditanus                               |
| 239    | Гай Мамілій Туррін Gaius Mamilius Turrinus                                          | Квінт Валерій Фальтон Quintus Valerius Falto                                     |
| 238    | Тиберій Семпроній Гракх Tiberius Sempronius Gracchus                                | Публій Валерій Фальтон Publius Valerius Falto                                    |
| 237    | Луцій Корнелій Лентул Кавдін Lucius Cornelius Lentulus Caudinus                     | Квінт Фульвій Флакк Quintus Fulvius Flaccus                                      |
| 236    | Публій Корнелій Лентул Кавдін Publius Cornelius Lentulus Caudinus                   | Гай Ліциній Вар Gaius Licinius Varus                                             |
| 235    | Тит Манлій Торкват Titus Manlius Torquatus                                          | Гай Атілій Бульб (вдруге) Gaius Atilius Bulbus                                   |
| 234    | Луцій Постумій Альбін Lucius Postumius Albinus                                      | Спурій Карвілій Максим Руга Spurius Carvilius Maximus Ruga                       |
| 233    | Квінт Фабій Максим Веррукоз Кунктатор Quintus Fabius Maximus Verrucosus             | Маній Помпоній Матон Manius Pomponius Matho                                      |
| 232    | Марк Емілій Лепід Marcus Aemilius Lepidus                                           | Марк Публіцій Маллеол Marcus Publicius Malleolus                                 |
| 231    | Марк Помпоній Матон Marcus Pomponius Matho                                          | Гай Папірій Мазон Gaius Papirius Maso                                            |
| 230    | Марк Емілій Барбула Marcus Aemilius Barbula                                         | Марк Юній Пера Marcus Iunius Pera                                                |
| 229    | Луцій Постумій Альбін (вдруге) Lucius Postumius Albinus                             | Гней Фульвій Центумал Gnaeus Fulvius Centumalus                                  |
| 228    | Спурій Карвілій Максим Руга (вдруге) Spurius Carvilius Maximus Ruga                 | Квінт Фабій Максим Веррукоз Кунктатор (вдруге) Quintus Fabius Maximus Verrucosus |
| 227    | Публій Валерій Флакк Publius Valerius Flaccus                                       | Марк Атілій Регул Marcus Atilius Regulus                                         |
| 226    | Марк Валерій Максим Мессала Marcus Valerius Maximus Messalla                        | Луцій Апусцій Фуллон Lucius Apustius Fullo                                       |
| 225    | Луцій Емілій Пап Lucius Aemilius Papus                                              | Гай Атілій Регул Gaius Atilius Regulus                                           |
| 224    | Тит Манлій Торкват (вдруге) Titus Manlius Torquatus                                 | Квінт Фульвій Флакк (вдруге) Quintus Fulvius Flaccus                             |
| 223    | Гай Фламіній Gaius Flaminius                                                        | Публій Фурій Філ Publius Furius Philus                                           |
| 222    | Марк Клавдій Марцелл Marcus Claudius Marcellus                                      | Гней Корнелій Сципіон Кальв Gnaeus Cornelius Scipio Calvus                       |
| 221    | Публій Корнелій Сципіон Азіна Publius Cornelius Scipio Asina                        | Марк Мінуцій Руф Marcus Minucius Rufus                                           |
| суфект |                                                                                     | Марк Емілій Лепід Marcus Aemilius Lepidus                                        |
| 220    | Марк Валерій Левін Marcus Valerius Laevinus                                         | Квінт Муцій Сцевола Quintus Mucius Scaevola                                      |
| або    | Квінт Лутацій Катул Quintus Lutatius Catulus                                        | Луцій Ветурій Філон Lucius Veturius Philo                                        |
| 219    | Луцій Емілій Павло Lucius Aemilius Paullus                                          | Марк Лівій Салінатор Marcus Livius Salinator                                     |
| 218    | Публій Корнелій Сципіон Publius Cornelius Scipio                                    | Тиберій Семпроній Лонг Tiberius Sempronius Longus                                |
| 217    | Гней Сервілій Гемін Gnaeus Servilius Geminus                                        | Гай Фламіній (вдруге) Gaius Flaminius                                            |
| суфект |                                                                                     | Марк Атілій Регул (вдруге) Marcus Atilius Regulus                                |
| 216    | Гай Теренцій Варрон Gaius Terentius Varro                                           | Луцій Емілій Павло (вдруге) Lucius Aemilius Paullus                              |
| 215    | Луцій Постум Альбін (втретє) Lucius Postumius Albinus                               | Тиберій Семпроній Гракх Tiberius Sempronius Gracchus                             |
| суфект | Марк Клавдій Марцелл (вдруге) Marcus Claudius Marcellus                             |                                                                                  |
| суфект | Квінт Фабій Максим Веррукоз Кунктатор (втретє) Quintus Fabius Maximus Verrucosus    |                                                                                  |
| 214    | Квінт Фабій Максим Веррукоз Кунктатор (вчетверте) Quintus Fabius Maximus Verrucosus | Марк Клавдій Марцелл (втретє) Marcus Claudius Marcellus                          |
| 213    | Квінт Фабій Максим Quintus Fabius Maximus                                           | Тиберій Семпроній Гракх (вдруге) Tiberius Sempronius Gracchus                    |
| 212    | Квінт Фульвій Флакк (втретє) Quintus Fulvius Flaccus                                | Аппій Клавдій Пульхр Appius Claudius Pulcher                                     |
| 211    | Гней Фульвій Центумал Gnaeus Fulvius Centumalus                                     | Публій Сульпіцій Гальба Максим Publius Sulpicius Galba Maximus                   |
| 210    | Марк Клавдій Марцелл (вчетверте) Marcus Claudius Marcellus                          | Марк Валерій Левін (вдруге) Marcus Valerius Laevinus                             |
| 209    | Квінт Фабій Максим Веррукоз Кунктатор (вп'яте) Quintus Fabius Maximus Verrucosus    | Квінт Фульвій Флакк (вчетверте) Quintus Fulvius Flaccus                          |
| 208    | Марк Клавдій Марцелл (вп'яте) Marcus Claudius Marcellus                             | Тит Квінкцій Криспін Titus Quinctius Crispinus                                   |
| 207    | Гай Клавдій Нерон Gaius Claudius Nero                                               | Марк Лівій Салінатор (вдруге) Marcus Livius Salinator                            |
| 206    | Луцій Ветурій Філон Lucius Veturius Philo                                           | Квінт Цецилій Метелл Quintus Caecilius Metellus                                  |
| 205    | Публій Корнелій Сципіон Африканський Publius Cornelius Scipio Africanus             | Публій Ліциній Красс Дів Publius Licinius Crassus Dives                          |
| 204    | Марк Корнелій Цетег Marcus Cornelius Cethegus                                       | Публій Семпроній Тудітан Publius Sempronius Tuditanus                            |
| 203    | Гней Сервілій Цепіон Gnaeus Servilius Caepio                                        | Гай Сервілій Гемін Gaius Servilius Geminus                                       |
| 202    | Марк Сервілій Пулекс Гемін Marcus Servilius Pulex Geminus                           | Тиберій Клавдій Нерон Tiberius Claudius Nero                                     |
| 201    | Гней Корнелій Лентул Gnaeus Cornelius Lentulus                                      | Публій Елій Пет Publius Aelius Paetus                                            |

## II століття до н. е.
| Рік     | Перший консул                                                                                                | Другий консул                                                            |
| ------- | --- | ------------------------------------------------------------------------ |
| 200     | Публій Сульпіцій Гальба Максим (вдруге) Publius Sulpicius Galba Maximus                                      | Гай Аврелій Котта Gaius Aurelius Cotta </small>                          |
| 199     | Луцій Корнелій Лентул Lucius Cornelius Lentulus                                                              | Публій Віллій Таппул Publius Villius Tappulus                            |
| 198     | Секст Елій Пет Кат Sextus Aelius Paetus Catus                                                                | Тит Квінкцій Фламінін Titus Quinctius Flamininus                         |
| 197     | Гай Корнелій Цетег Gaius Cornelius Cethegus                                                                  | Квінт Мінуцій Руф Quintus Minucius Rufus                                 |
| 196     | Луцій Фурій Пурпуріон Lucius Furius Purpurio                                                                 | Марк Клавдій Марцелл Marcus Claudius Marcellus                           |
| 195     | Луцій Валерій Флакк Lucius Valerius Flaccus                                                                  | Марк Порцій Катон Marcus Porcius Cato                                    |
| 194     | Публій Корнелій Сципіон Африканський (вдруге) Publius Cornelius Scipio Africanus                             | Тиберій Семпроній Лонг Tiberius Sempronius Longus                        |
| 193     | Луцій Корнелій Мерула Lucius Cornelius Merula                                                                | Квінт Мінуцій Ферм                                                       |
| 192     | Луцій Квінкцій Фламінін Lucius Quinctius Flamininus                                                          | Гней Доміцій Агенобарб Gnaeus Domitius Ahenobarbus                       |
| 191     | Публій Корнелій Сципіон Назіка Publius Cornelius Scipio Nasica                                               | Маній Ацилій Глабріон Manius Acilius Glabrio                             |
| 190     | Луцій Корнелій Сципіон Азіатік Lucius Cornelius Scipio Asiaticus                                             | Гай Лелій Gaius Laelius                                                  |
| 189     | Марк Фульвій Нобіліор Marcus Fulvius Nobilior                                                                | Гней Манлій Вульсон Gnaeus Manlius Vulso                                 |
| 188     | Марк Валерій Мессала Marcus Valerius Messalla                                                                | Гай Лівій Салінатор Gaius Livius Salinator                               |
| 187     | Марк Емілій Лепід Marcus Aemilius Lepidus                                                                    | Гай Фламіній Gaius Flaminius                                             |
| 186     | Спурій Постумій Альбін Spurius Postumius Albinus                                                             | Квінт Марцій Філіп Quintus Marcius Philippus                             |
| 185     | Аппій Клавдій Пульхр Appius Claudius Pulcher                                                                 | Марк Семпроній Тудітан Marcus Sempronius Tuditanus                       |
| 184     | Публій Клавдій Пульхр Publius Claudius Pulcher                                                               | Луцій Порцій Ліцин Lucius Porcius Licinus                                |
| 183     | Марк Клавдій Марцелл Marcus Claudius Marcellus                                                               | Квінт Фабій Лабеон Quintus Fabius Labeo                                  |
| 182     | Гней Бебій Тамфіл Gnaeus Baebius Tamphilus                                                                   | Луцій Емілій Павло Македонський Lucius Aemilius Paullus Macedonicus      |
| 181     | Публій Корнелій Цетег Publius Cornelius Cethegus                                                             | Марк Бебій Тамфіл Marcus Baebius Tamphilus                               |
| 180     | Авл Постумій Альбін Луск Aulus Postumius Albinus Luscus                                                      | Гай Кальпурній Пізон Gaius Calpurnius Piso                               |
| суфект  | | Квінт Фульвій Флакк Quintus Fulvius Flaccus                              |
| 179     | Квінт Фульвій Флакк Quintus Fulvius Flaccus                                                                  | Луцій Манлій Ацидін Фульвіан Lucius Manlius Acidinus Fulvianus           |
| 178     | Марк Юній Брут Marcus Iunius Brutus                                                                          | Авл Манлій Вульсон Aulus Manlius Vulso                                   |
| 177     | Гай Клавдій Пульхр Gaius Claudius Pulcher                                                                    | Тиберій Семпроній Гракх Tiberius Sempronius Gracchus                     |
| 176     | Гней Корнелій Сципіон Гіспалл Gnaeus Cornelius Scipio Hispallus                                              | Квінт Петіллій Спурін Quintus Petillius Spurinus                         |
| суфект  | Гай Валерій Левін Gaius Valerius Laevinus                                                                    |                                                                          |
| 175     | Публій Муцій Сцевола Publius Mucius Scaevola                                                                 | Марк Емілій Лепід (вдруге) Marcus Aemilius Lepidus                       |
| 174     | Спурій Постумій Альбін Павлул Spurius Postumius Albinus Paullulus                                            | Квінт Муцій Сцевола Quintus Mucius Scaevola                              |
| 173     | Луцій Постумій Альбін Lucius Postumius Albinus                                                               | Марк Попіллій Ленат Marcus Popillius Laenas                              |
| 172     | Гай Попіллій Ленат Gaius Popilius Laenas                                                                     | Публій Елій Ліг Publius Aelius Ligus                                     |
| 171     | Публій Ліциній Красс Publius Licinius Crassus                                                                | Гай Кассій Лонгін Gaius Cassius Longinus                                 |
| 170     | Авл Гостілій Манцін Aulus Hostilius Mancinus                                                                 | Авл Атілій Серран Aulus Atilius Serranus                                 |
| 169     | Квінт Марцій Філіп (вдруге) Quintus Marcius Philippus                                                        | Гней Сервілій Цепіон Gnaeus Servilius Caepio                             |
| 168     | Луцій Емілій Павло Македонський (вдруге) Lucius Aemilius Paullus Macedonicus                                 | Гай Ліциній Красс Gaius Licinius Crassus                                 |
| 167     | Квінт Елій Пет Quintus Aelius Paetus                                                                         | Марк Юній Пенн Marcus Iunius Pennus                                      |
| 166     | Марк Клавдій Марцелл Marcus Claudius Marcellus                                                               | Гай Сульпіцій Галл Gaius Sulpicius Galus                                 |
| 165     | Тит Манлій Торкват Titus Manlius Torquatus                                                                   | Гней Октавій Gnaeus Octavius                                             |
| 164     | Авл Манлій Торкват Aulus Manlius Torquatus                                                                   | Квінт Кассій Лонгін Quintus Cassius Longinus                             |
| 163     | Тиберій Семпроній Гракх (вдруге) Tiberius Sempronius Gracchus                                                | Маній Ювенцій Тална Marcus Iuventius Thalna                              |
| 162     | Публій Корнелій Сципіон Назіка Коркул Publius Cornelius Scipio Nasica Corculum                               | Гай Марцій Фігул Gaius Marcius Figulus                                   |
| суфекти | Публій Корнелій Лентул Publius Cornelius Lentulus                                                            | Гней Доміцій Агенобарб Gnaeus Domitius Ahenobarbus                       |
| 161     | Марк Валерій Мессала Marcus Valerius Messalla                                                                | Гай Фанній Страбон Gaius Fannius Strabo                                  |
| 160     | Луцій Аніцій Галл Lucius Anicius Gallus                                                                      | Марк Корнелій Цетег Marcus Cornelius Cethegus                            |
| 159     | Гней Корнелій Долабелла Gnaeus Cornelius Dolabella                                                           | Марк Фульвій Нобіліор Marcus Fulvius Nobilior                            |
| 158     | Марк Емілій Лепід Marcus Aemilius Lepidus                                                                    | Гай Попіллій Ленат (вдруге) Gaius Popilius Laenas                        |
| 157     | Секст Юлій Цезар Sextus Iulius Caesar                                                                        | Луцій Аврелій Орест Lucius Aurelius Orestes                              |
| 156     | Луцій Корнелій Лентул Луп Lucius Cornelius Lentulus Lupus                                                    | Гай Марцій Фігул (вдруге) Gaius Marcius Figulus                          |
| 155     | Публій Корнелій Сципіон Назіка Коркул (вдруге) Publius Cornelius Scipio Nasica Corculum                      | Марк Клавдій Марцелл (вдруге) Marcus Claudius Marcellus                  |
| 154     | Квінт Опімій Quintus Opimius                                                                                 | Луцій Постумій Альбін Lucius Postumius Albinus                           |
| суфект  | | Маній Ацилій Глабріон Manius Acilius Glabrio                             |
| 153     | Квінт Фульвій Нобіліор Quintus Fulvius Nobilior                                                              | Тит Анній Луск Tiberius Annius Luscus                                    |
| 152     | Марк Клавдій Марцелл (втретє) Marcus Claudius Marcellus                                                      | Луцій Валерій Флакк Lucius Valerius Flaccus                              |
| 151     | Луцій Ліциній Лукулл Lucius Licinius Lucullus                                                                | Авл Постумій Альбін Aulus Postumius Albinus                              |
| 150     | Тит Квінкцій Фламінін Tiberius Quinctius Flaminius                                                           | Маній Ацилій Бальб Manius Acilius Balbus                                 |
| 149     | Луцій Марцій Цензорін Lucius Marcius Censorinus                                                              | Маній Манілій Manius Manilius                                            |
| 148     | Спурій Постумій Альбін Магн Spurius Postumius Albinus Magnus                                                 | Луцій Кальпурній Пізон Цезонін Lucius Calpurnius Piso Caesoninus         |
| 147     | Публій Корнелій Сципіон Еміліан Африканський Молодший Publius Cornelius Scipio Aemilianus Africanus          | Гай Лівій Друз Gaius Livius Drusus                                       |
| 146     | Гней Корнелій Лентул Gnaeus Cornelius Lentulus                                                               | Луцій Муммій Lucius Mummius                                              |
| 145     | Квінт Фабій Максим Еміліан Quintus Fabius Maximus Aemilianus                                                 | Луцій Гостілій Манцін Lucius Hostilius Mancinus                          |
| 144     | Сервій Сульпіцій Гальба Servius Sulpicius Galba                                                              | Луцій Аврелій Котта Lucius Aurelius Cotta </ small>                      |
| 143     | Аппій Клавдій Пульхр Appius Claudius Pulcher                                                                 | Квінт Цецилій Метелл Македонський Quintus Caecilius Metellus Macedonicus |
| 142     | Луцій Цецилій Метелл Кальв Lucius Caecilius Metellus Calvus                                                  | Квінт Фабій Максим Сервіліан Quintus Fabius Maximus Servilianus          |
| 141     | Гней Сервілій Цепіон Gnaeus Servilius Gaepio                                                                 | Квінт Помпей Quintus Pompeius                                            |
| 140     | Гай Лелій Gaius Laelius                                                                                      | Квінт Сервілій Цепіон Quintus Servilius Caepio                           |
| 139     | Гней Кальпурний Пизон Gnaeus Calpurnius Piso                                                                 | Марк Попіллій Ленат Marcus Popillius Laenas                              |
| 138     | Публій Корнелій Сципіон Назіка Серапіон Publius Cornelius Scipio Nasica Serapio                              | Децим Юній Брут Каллаїк Decimus Iunius Brutus Callaicus                  |
| 137     | Марк Емілій Лепід Порціна Marcus Aemilius Lepidus Porcina                                                    | Гай Гостілій Манцін Gaius Hostilius Mancinus                             |
| 136     | Луцій Фурій Філ Lucius Furius Philus                                                                         | Секст Атілій Серран Sextus Atilius Serranus                              |
| 135     | Сервій Фульвій Флакк Servius Fulvius Flaccus                                                                 | Квінт Кальпурній Пізон Quintus Calpurnius Piso                           |
| 134     | Публій Корнелій Сципіон Еміліан Африканський Молодший (вдруге) Publius Cornelius Scipio Aemilianus Africanus | Гай Фульвій Флакк Gaius Fulvius Flaccus                                  |
| 133     | Публій Муцій Сцевола Publius Mucius Scaevola                                                                 | Луцій Кальпурній Пізон Фругі Lucius Calpurnius Piso Frugi                |
| 132     | Публій Попіллій Ленат Publius Popillius Laenas                                                               | Публій Рупілій Publius Rupilius                                          |
| 131     | Публій Ліциній Красс Муціан Publius Licinius Crassus Mucianus                                                | Луцій Валерій Флакк Lucius Valerius Flaccus                              |
| 130     | Луцій Корнелій Лентул Lucius Cornelius Lentulus                                                              | Марк Перперна Marcus Perperna                                            |
| суфект  | Аппій Клавдій Пульхр Appius Claudius Pulcher                                                                 |                                                                          |
| 129     | Гай Семпроній Тудітан Gaius Sempronius Tuditanus                                                             | Маній Аквілій Manius Aquilius                                            |
| 128     | Гней Октавій Gnaeus Octavius                                                                                 | Тит Анній Луск Руф Titus Annius Rufus                                    |
| 127     | Луцій Кассій Лонгін Равілла Lucius Cassius Longinus Ravilla                                                  | Луцій Корнелій Цинна Lucius Cornelius Cinna                              |
| 126     | Марк Емілій Лепід Marcus Aemilius Lepidus                                                                    | Луцій Аврелій Орест Lucius Aurelius Orestes                              |
| 125     | Марк Плавцій Гіпсей Marcus Plautius Hypsaeus                                                                 | Марк Фульвій Флакк Marcus Fulvius Flaccus                                |
| 124     | Гай Кассій Лонгін Gaius Cassius Longinus                                                                     | Гай Секстій Кальвін Gaius Sextius Calvinus                               |
| 123     | Квінт Цецилій Метелл Балеарік Quintus Caecilius Metellus Baliaricus                                          | Тит Квінкцій Фламінін Titus Quinctius Flaminius                          |
| 122     | Гней Доміцій Агенобарб Gnaeus Domitius Ahenobarbus                                                           | Гай Фанній Gaius Fannius                                                 |
| 121     | Луцій Опімій Lucius Opimius                                                                                  | Квінт Фабій Максим Quintus Fabius Maximus                                |
| 120     | Публій Манілій Publius Manilius                                                                              | Гай Папірій Карбон Gaius Papirius Carbo                                  |
| 119     | Луцій Цецилій Метелл Далматік Lucius Caecilius Metellus Delmaticus                                           | Луцій Аврелій Котта Lucius Aurelius Cotta                                |
| 118     | Марк Порцій Катон Marcus Porcius Cato                                                                        | Квінт Марцій Рекс Quintus Marcius Rex                                    |
| 117     | Луцій Цецилій Метелл Діадемат Lucius Caecilius Metellus Diadematus                                           | Квінт Муцій Сцевола Quintus Mucius Scaevola                              |
| 116     | Гай Ліциній Гета Gaius Licinius Geta                                                                         | Квінт Фабій Максим Ебурн Quintus Fabius Maximus Eburnus                  |
| 115     | Марк Емілій Скавр Marcus Aemilius Scaurus                                                                    | Марк Цецилій Метелл Marcus Caecilius Metellus                            |
| 114     | Маній Ацилій Бальб Manius Acilius Balbus                                                                     | Гай Порцій Катон Gaius Porcius Cato                                      |
| 113     | Гай Цецилій Метелл Капрарій Gaius Caecilius Metellus Caprarius                                               | Гней Папір Карбон Gnaeus Papirius Carbo                                  |
| 112     | Марк Лівій Друз Marcus Livius Drusus                                                                         | Луцій Кальпурній Пізон Цезонін Lucius Calpurnius Piso Caesoninus         |
| 111     | Публій Корнелій Сципіон Назіка Серапіон Publius Cornelius Scipio Nasica Serapio                              | Луцій Кальпурній Бестія Lucius Calpurnius Bestia                         |
| 110     | Марк Мінуцій Руф Marcus Minucius Rufus                                                                       | Спурій Постумій Альбін Spurius Postumius Albinus                         |
| 109     | Квінт Цецилій Метелл Нумідійський Quintus Caecilius Metellus Numidicus                                       | Марк Юній Силан Marcus Iunius Silanus                                    |
| 108     | Сервій Сульпіцій Гальба Servius Sulpicius Galba                                                              | Квінт Гортензій Lucius Hortensius                                        |
| суфект  | Марк Аврелій Скавр Marcus Aurelius Scaurus                                                                   |                                                                          |
| 107     | Луцій Кассій Лонгін Lucius Cassius Longinus                                                                  | Гай Марій Gaius Marius                                                   |
| 106     | Квінт Сервілій Цепіон Quintus Servilius Caepio                                                               | Гай Атілій Серран Gaius Atilius Serranus                                 |
| 105     | Публій Рутілій Руф Publius Rutilius Rufus                                                                    | Гней Маллій Максим Gnaeus Mallius Maximus                                |
| 104     | Гай Марій (вдруге) Gaius Marius                                                                              | Гай Флавій Фімбрія Gaius Flavius Fimbria                                 |
| 103     | Гай Марій (втретє) Gaius Marius                                                                              | Луцій Аврелій Орест Lucius Aurelius Orestes                              |
| 102     | Гай Марій (вчетверте) Gaius Marius                                                                           | Квінт Лутацій Катул Quintus Lutatius Catulus                             |
| 101     | Гай Марій (вп'яте) Gaius Marius                                                                              | Маній Аквілій Manius Aquilius                                            |

## I століття до н. е.
| Рік     | Перший консул                                                                      | Другий консул                                                                         |
| ------- | ---------------------------------------------------------------------------------- | ------------------------------------------------------------------------------------- |
| 100     | Гай Марій (вшосте) Gaius Marius                                                    | Луцій Валерій Флакк Lucius Valerius Flaccus                                           |
| 99      | Марк Антоній Оратор Marcus Antonius Orator                                         | Авл Постумій Альбін Aulus Postumius Albinus                                           |
| 98      | Квінт Цецилій Метелл Непот Quintus Caecilius Metellus Nepos                        | Тит Дідій Titus Didius                                                                |
| 97      | Гней Корнелій Лентул Gnaeus Cornelius Lentulus                                     | Публій Ліциній Красс Publius Licinius Crassus                                         |
| 96      | Гней Доміцій Агенобарб Gnaeus Domitius Ahenobarbus                                 | Гай Кассій Лонгін Gaius Cassius Longinus                                              |
| 95      | Луцій Ліциній Красс Lucius Licinius Crassus                                        | Квінт Муцій Сцевола Quintus Mucius Scaevola                                           |
| 94      | Гай Целій Кальд Gaius Coelius Caldus                                               | Луцій Доміцій Агенобарб Lucius Domitius Ahenobarbus                                   |
| 93      | Гай Валерій Флакк Gaius Valerius Flaccus                                           | Марк Геренній Marcus Herennius                                                        |
| 92      | Гай Клавдій Пульхр Gaius Claudius Pulcher                                          | Марк Перперна Marcus Perperna                                                         |
| 91      | Луцій Марцій Філіп Lucius Marcius Philippus                                        | Секст Юлій Цезар Sextus Iulius Caesar                                                 |
| 90      | Луцій Юлій Цезар Lucius Iulius Caesar                                              | Публій Рутілій Луп Publius Rutilius Lupus                                             |
| 89      | Гней Помпей Страбон Gnaeus Pompeius Strabo                                         | Луцій Порцій Катон Lucius Porcius Cato                                                |
| 88      | Луцій Корнелій Сулла Lucius Cornelius Sulla                                        | Квінт Помпей Руф Quintus Pompeius Rufus                                               |
| 87      | Гней Октавій Gnaeus Octavius                                                       | Луцій Корнелій Цинна Lucius Cornelius Cinna                                           |
| суфект  |                                                                                    | Луцій Корнелій Мерула Lucius Cornelius Merula                                         |
| 86      | Луцій Корнелій Цинна (вдруге) Lucius Cornelius Cinna                               | Гай Марій (всьоме) Gaius Marius                                                       |
| суфект  |                                                                                    | Луцій Валерій Флакк Lucius Valerius Flaccus                                           |
| 85      | Луцій Корнелій Цинна (втретє) Lucius Cornelius Cinna                               | Гней Папірій Карбон Gnaeus Papirius Carbo                                             |
| 84      | Гней Папірій Карбон (вдруге) Gnaeus Papirius Carbo                                 | Луцій Корнелій Цинна (вчетверте) Lucius Cornelius Cinna                               |
| 83      | Луцій Корнелій Сципіон Азіатик Lucius Cornelius Scipio Asiaticus                   | Гай Норбан Gaius Norbanus                                                             |
| 82      | Гай Марій Gaius Marius                                                             | Гней Папірій Карбон (втретє) Gnaeus Papirius Carbo                                    |
| 81      | Марк Туллій Декула Marcus Tullius Decula                                           | Гней Корнелій Долабелла Gnaeus Cornelius Dolabella                                    |
| 80      | Луцій Корнелій Сулла (вдруге) Lucius Cornelius Sulla                               | Квінт Цецилій Метелл Пій Quintus Caecilius Metellus Pius                              |
| 79      | Публій Сервілій Ватія Ісаврік Publius Servilius Vatia Isauricus                    | Аппій Клавдій Пульхр Appius Claudius Pulcher                                          |
| 78      | Марк Емілій Лепід Marcus Aemilius Lepidus                                          | Квінт Лутацій Катул Капітолін Quintus Lutatius Catulus Capitolinus                    |
| 77      | Децим Юній Брут Decimus Iunius Brutus                                              | Мамерк Емілій Лепід Лівіан Mamercus Aemilius Lepidus Livianus                         |
| 76      | Гней Октавій Gnaeus Octavius                                                       | Гай Скрибоній Куріон Gaius Scribonius Curio                                           |
| 75      | Луцій Октавій Lucius Octavius                                                      | Гай Аврелій Котта Gaius Aurelius Cotta                                                |
| 74      | Луцій Ліциній Лукулл Lucius Licinius Lucullus                                      | Марк Аврелій Котта Marcus Aurelius Cotta                                              |
| 73      | Марк Теренцій Варрон Лукулл Marcus Terentius Varro Lucullus                        | Гай Кассій Лонгін Gaius Cassius Longinus                                              |
| 72      | Луцій Геллій Поплікола Lucius Gellius Publicola                                    | Гней Корнелій Лентул Клодіан Gnaeus Cornelius Lentulus Clodianus                      |
| 71      | Публій Корнелій Лентул Сура Publius Cornelius Lentulus Sura                        | Гней Ауфідій Орест Gnaeus Aufidius Orestes                                            |
| 70      | Гней Помпей Великий Gnaeus Pompeius Magnus                                         | Марк Ліциній Красс Marcus Licinius Crassus                                            |
| 69      | Квінт Гортензій Гортал Quintus Hortensius Hortalus                                 | Квінт Цецилій Метелл Критський Quintus Caecilius Metellus Creticus                    |
| 68      | Луцій Цецилії Метелл Lucius Caecilius Metellus Caprarius                           | Квінт Марцій Рекс Quintus Marcius Rex                                                 |
| суфект  | Сервілій Ватія Servilius Vatia                                                     |                                                                                       |
| 67      | Гай Кальпурній Пізон Gaius Calpurnius Piso                                         | Маній Ацилій Глабріон Manius Acilius Glabrio                                          |
| 66      | Маній Емілій Лепід Manius Aemilius Lepidus                                         | Луцій Волкацій Тулл Lucius Volcacius Tullus                                           |
| 65      | Луцій Аврелій Котта Lucius Aurelius Cotta                                          | Луцій Манлій Торкват Lucius Manlius Torquatus                                         |
| 64      | Луцій Юлій Цезар Lucius Iulius Caesar                                              | Гай Марцій Фігул Gaius Marcius Figulus                                                |
| 63      | Марк Тулій Цицерон Marcus Tullius Cicero                                           | Гай Антоній Гібрида Gaius Antonius Hybrida                                            |
| 62      | Децим Юній Сілан Decimus Iunius Silanus                                            | Луцій Ліциній Мурена Lucius Licinius Murena                                           |
| 61      | Марк Пупій Пізон Фругі Кальпурніан Marcus Pupius Piso Frugi Calpurnianus           | Марк Валерій Мессала Нігер Marcus Valerius Messalla Niger                             |
| 60      | Квінт Цецилій Метелл Целер Quintus Caecilius Metellus Celer                        | Луцій Афраній Lucius Afranius                                                         |
| 59      | Гай Юлій Цезар Gaius Iulius Caesar                                                 | Марк Кальпурній Бібул Marcus Calpurnius Bibulus                                       |
| 58      | Луцій Кальпурній Пізон Цезонін Lucius Calpurnius Piso Caesoninus                   | Авл Габіній Aulus Gabinius                                                            |
| 57      | Публій Корнелій Лентул Спінтер Publius Cornelius Lentulus Spinther                 | Квінт Цецилій Метелл Непот Quintus Caecilius Metellus Nepos                           |
| 56      | Гней Корнелій Лентул Марцеллін Gnaeus Cornelius Lentulus Marcellinus               | Луцій Марцій Філіп Lucius Marcius Philippus                                           |
| 55      | Гней Помпей Великий (вдруге) Gnaeus Pompeius Magnus                                | Марк Ліциній Красс (вдруге) Marcus Licinius Crassus                                   |
| 54      | Луцій Доміцій Агенобарб Lucius Domitius Ahenobarbus                                | Аппій Клавдій Пульхр Appius Claudius Pulcher                                          |
| 53      | Гней Доміцій Кальвін Gnaeus Domitius Calvinus                                      | Марк Валерій Мессала Руф Marcus Valerius Messalla Rufus                               |
| 52      | Гней Помпей Великий (втретє) Gnaeus Pompeius Magnus                                | Квінт Цецилій Метелл Пій Сципіон Назіка Quintus Caecilius Metellus Pius Scipio Nasica |
| 51      | Сервій Сульпіцій Руф Servius Sulpicius Rufus                                       | Марк Клавдій Марцелл Marcus Claudius Marcellus                                        |
| 50      | Луцій Емілій Лепід Павло Lucius Aemilius Lepidus Paullus                           | Гай Клавдій Марцелл Gaius Claudius Marcellus                                          |
| 49      | Гай Клавдій Марцелл Gaius Claudius Marcellus                                       | Луцій Корнелій Лентул Крус Lucius Cornelius Lentulus Crus                             |
| 48      | Гай Юлій Цезар (вдруге) Gaius Iulius Caesar                                        | Публій Сервілій Ватія Ісаврік Publius Servilius Vatia Isauricus                       |
| 47      | Квінт Фуфій Кален Quintus Fufius Calenus                                           | Публій Ватіній Publius Vatinius                                                       |
| 46      | Гай Юлій Цезар (втретє) Gaius Iulius Caesar                                        | Марк Емілій Лепід Marcus Aemilius Lepidus                                             |
| 45      | Гай Юлій Цезар (вчетверте, без колеги до 1 жовтня) Gaius Iulius Caesar             |                                                                                       |
| суфекти | Квінт Фабій Максим Quintus Fabius Maximus                                          | Гай Требоній Gaius Trebonius                                                          |
| суфект  | Гай Каніній Ребіл Gaius Caninius Rebilus                                           |                                                                                       |
| 44      | Гай Юлій Цезар (вп'яте) Gaius Iulius Caesar                                        | Марк Антоній Marcus Antonius                                                          |
| суфект  | Публій Корнелій Долабелла Publius Cornelius Dolabella                              |                                                                                       |
| 43      | Гай Вібій Панса Цетроніан Gaius Vibius Pansa Caetronianus                          | Авл Гірцій Aulus Hirtius                                                              |
| суфекти | Гай Юлій Цезар Октавіан Август Gaius Iulius Caesar Octavianus Augustus             | Квінт Педій Quintus Pedius                                                            |
| суфекти | Гай Карріна Gaius Carrinas                                                         | Публій Вентідій Басс Publius Ventidius Bassus                                         |
| 42      | Марк Емілій Лепід (вдруге) Marcus Aemilius Lepidus                                 | Луцій Мунацій Планк Lucius Munatius Plancus                                           |
| 41      | Луцій Антоній Lucius Antonius                                                      | Публій Сервілій Ватія Ісаврік (вдруге) Publius Servilius Vatia Isauricus              |
| 40      | Гней Доміцій Кальвін (вдруге) Gnaeus Domitius Calvinus                             | Гай Азіній Полліон Gaius Asinius Pollio                                               |
| суфекти | Луцій Корнелій Бальб Lucius Cornelius Balbus                                       | Публій Канідій Красс Publius Canidius Crassus                                         |
| 39      | Луцій Марцій Цензорін Lucius Marcius Censorinus                                    | Гай Кальвізій Сабін Gaius Calvisius Sabinus                                           |
| суфекти | Гай Кокцей Бальб Gaius Cocceius Balbus                                             | Публій Алфен Вар Publius Alfenus Varus                                                |
| 38      | Аппій Клавдій Пульхр Appius Claudius Pulcher                                       | Гай Норбан Флакк Gaius Norbanus Flaccus                                               |
| суфекти | Луцій Корнелій Лентул Lucius Cornelius Lentulus                                    | Луцій Марцій Філіп Lucius Marcius Philippus                                           |
| 37      | Марк Віпсаній Агріппа Marcus Vipsanius Agrippa                                     | Луцій Каніній Галл Lucius Caninius Gallus                                             |
| суфект  |                                                                                    | Тит Статілій Тавр Titus Statilius Taurus                                              |
| 36      | Луцій Геллій Поплікола Lucius Gellius Publicola                                    | Марк Кокцей Нерва Marcus Cocceius Nerva                                               |
| суфекти | Луцій Ноній Аспренат Lucius Nonius Asprenas                                        | Квінт Марцій Quintus Marcius                                                          |
| 35      | Секст Помпей Sextus Pompeius                                                       | Луцій Корніфіцій Lucius Cornificius                                                   |
| суфекти | Публій Корнелій Долабелла Publius Cornelius Dolabella                              | Тит Педуцей Titus Peducaeus                                                           |
| 34      | Марк Антоній (вдруге) Marcus Antonius                                              | Луцій Скрибоній Лібон Lucius Scribonius Libo                                          |
| суфект  | Луцій Семпроній Атратін Lucius Sempronius Atratinus                                |                                                                                       |
| суфекти | Павло Емілій Лепід Paullus Aemilius Lepidus                                        | Гай Меммій Gaius Memmius                                                              |
| суфект  |                                                                                    | Марк Геренній Піцен Marcus Herennius Picens                                           |
| 33      | Гай Юлій Цезар Октавіан Август (вдруге) Gaius Iulius Caesar Octavianus Augustus    | Луцій Волкацій Тулл Lucius Volcacius Tullus                                           |
| суфект  | Луцій Автроній Пет Lucius Autronius Paetus                                         | Луцій Флавій Lucius Flavius                                                           |
| суфекти | Гай Фонтей Капітон Gaius Fonteius Capito                                           | Марк Ацилій Глабріон Marcus Acilius Glabrio                                           |
| суфекти | Луцій Вініцій Lucius Vinicius                                                      | Квінт Лароній Quintus Laronius                                                        |
| 32      | Гней Доміцій Агенобарб Gnaeus Domitius Ahenobarbus                                 | Гай Сосій Gaius Sosius                                                                |
| суфекти | Луцій Корнелій Цинна Lucius Cornelius Cinna                                        | Марк Валерій Мессала                                                                  |
| 31      | Марк Антоній (втретє) Marcus Antonius                                              | Гай Юлій Цезар Октавіан Август (втретє) Gaius Iulius Caesar Octavianus Augustus       |
| суфект  | Марк Валерій Корвін Мессала Marcus Valerius Messalla Corvinus                      |                                                                                       |
| суфект  | Марк Тіцій Marcus Titius                                                           |                                                                                       |
| суфект  | Гней Помпей Gnaeus Pompeius                                                        |                                                                                       |
| 30      | Гай Юлій Цезар Октавіан Август (вчетверте) Gaius Iulius Caesar Octavianus Augustus | Марк Ліциній Красс Marcus Licinius Crassus                                            |
| суфект  |                                                                                    | Гай Антістій Вет Gaius Antistius Vetus                                                |
| суфект  |                                                                                    | Марк Тулій Цицерон Marcus Tullius Cicero                                              |
| суфект  |                                                                                    | Луцій Сеній Lucius Saenius                                                            |
| 29      | Гай Юлій Цезар Октавіан Август (вп'яте) Gaius Iulius Caesar Octavianus Augustus    | Секст Аппулей Sextus Appuleius                                                        |
| суфекти | Гай Клувій Gaius Cluvius                                                           | Марк Валерій Мессала Потіт Marcus Valerius Messalla Potitus                           |
| 28      | Гай Юлій Цезар Октавіан Август (вшосте) Gaius Iulius Caesar Octavianus Augustus    | Марк Віпсаній Агріппа (вдруге) Marcus Vipsanius Agrippa                               |